# Ein Sommernachtstraum

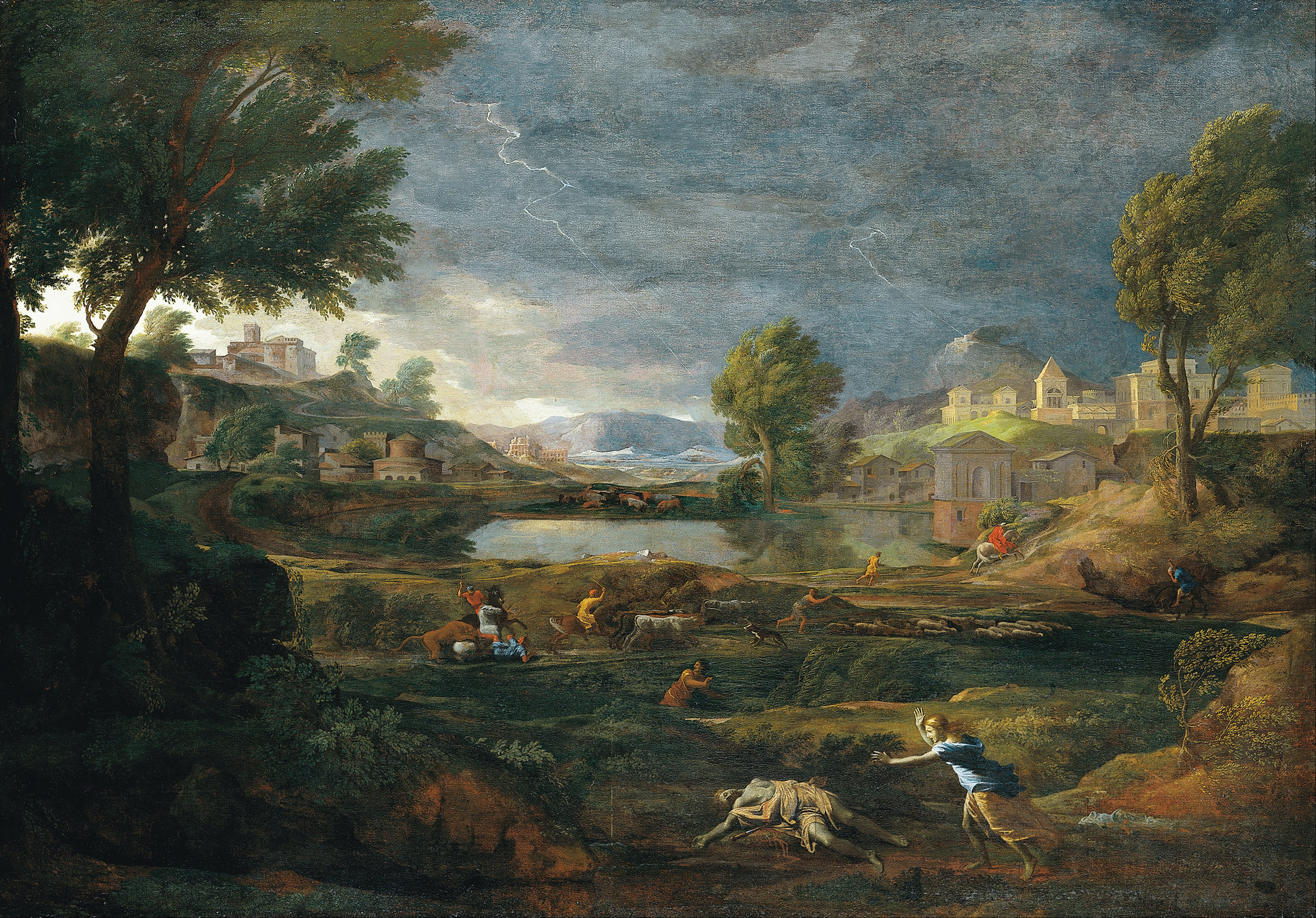
Landschaft mit Gewitter (Pyramus und Thisbe). Nicolas Poussin 1651. Städelsches Kunstinstitut, Frankfurt am Main

Ein Sommernachtstraum (frühneuenglisch A Midsommer nights dreame) ist eine Komödie von William Shakespeare. Das Stück spielt im antiken Athen und in einem an die Stadt angrenzenden verzauberten Wald. Es umfasst die erzählte Zeit von drei Tagen und Nächten und handelt von den Umständen der Hochzeit eines Herrscherpaares. Der Sommernachtstraum wurde vermutlich 1595 oder 1596 geschrieben, vor 1598 erstmals aufgeführt und erschien 1600 in einer Quartoausgabe im Druck. Das Stück gehört zu den meistgespielten Werken Shakespeares. In den englischsprachigen Ländern ist es ein Klassiker für Schul- und Laientheaterinszenierungen.

## Übersicht

### Handlungsstränge
In dem Stück sind vier Handlungen miteinander verflochten. Die Rahmenhandlung bildet die Hochzeitsvorbereitung von Theseus und Hippolyta am Hof von Athen. Damit verbunden sind die Erlebnisse der Handwerker, die für die Feierlichkeit des Fürsten im angrenzenden Wald von Athen ein Theaterstück proben. Gleich zu Beginn wird der Konflikt um die Heirat zweier aristokratischer Paare eingeführt. Im Wald von Athen treffen die beiden Paare und die Handwerker auf Feen und Elfen und werden in die Auswirkungen eines Ehestreites des Elfenpaares Oberon und Titania hineingezogen.

### Hauptfiguren
Die Bühnengesellschaft in Shakespeares Komödie besteht aus vier Gruppen: dem Herrscherpaar, den Liebenden, den Elfen und den Handwerkern. Theseus ist der Herzog von Athen. Er hat sich mit Hippolyta, der Königin der Amazonen, verlobt. Egeus ist ein Adliger und Vater der Hermia. Der Edelmann Lysander ist in Hermia verliebt. Demetrius wird von Egeus für seine Tochter Hermia bevorzugt. Hermia hingegen ist in Lysander verliebt und befreundet mit Helena, die wiederum in Demetrius verliebt ist. Philostrat ist der Zeremonienmeister am Hofe des Theseus.
Oberon, der König der Elfen, ist in Streit mit seiner Gattin Titania, der Königin der Elfen.  Puck, auch Robin Goodfellow, ist der Hofnarr Oberons. Peaseblossom, Cobweb, Moth und Mustardseed dienen der Elfenkönigin. Der Zimmermann Peter Quince wird im dargebotenen Stück den Prolog sprechen. Nick Bottom, der Weber, stellt Pyramus dar, Francis Flute, der Blasebalgflicker, spielt Thisbe, die Geliebte von Pyramus. Tom Snout, der Kesselflicker, ist die Wand, Robin Starveling, der Schneider, spielt den Mondschein und Snug, der Tischler, den Löwen.
Deutsche Namen
Seit der Übersetzung des Werkes ins Deutsche durch Christoph Martin Wieland im Jahre 1762 unter dem Titel Ein St. Johannis Nachts-Traum und dann durch Schlegel ab 1798 wurde ein Teil der Namen verdeutscht. Puck wird zu Puk (Wieland) oder Droll (Schlegel) und die vier Elfen heißen Bohnenblühte, Spinnenweb, Milbe und Senfsaamen (Wieland) oder Bohnenblüte, Spinnweb, Motte und Senfsamen (Schlegel). Die Eindeutschung von Peter Quince zu Peter Squenz begegnet erstmals in Andreas Gryphius’ Adaption von 1657. Sie wird von Wieland und Schlegel übernommen. Nick Bottom heißt Zettel; Francis Flute wird zu Flaut; Tom Snout zu Schnauz; Robin Starveling zu Schlucker und Snug zu Schnock. Etwas abweichend von den älteren Übersetzungen werden in neueren Ausgaben den Handwerkern auch passende deutsche Vornamen gegeben: Niklas Zettel, Franz Flaut, Tom Schnauz und Matz Schlucker.

### Zeit und Orte der Handlung
Das Werk spielt zu einer unbestimmten Zeit im Sommer. Es existieren Anspielungen auf den Johannistag und den sogenannten Rite of May. Die beiden Haupthandlungsorte sind der Hof von Athen und der verzauberte Wald.

## Handlung

### Akt I
[Szene 1] Theseus und Hippolyta wollen heiraten. Die Hochzeit soll innerhalb von vier Tagen zur Neumondnacht stattfinden. Theseus beauftragt seinen Zeremonienmeister Philostrat mit den Vorbereitungen. Der wohlhabende Athener Egeus hat eine Audienz beim Herzog. Er bringt seine Tochter Hermia und die beiden jungen Höflinge Lysander und Demetrius mit. Egeus hat Demetrius zu seinem Schwiegersohn bestimmt, aber Hermia weigert sich. Sie will Lysander heiraten. Egeus verlangt von Theseus, seine Tochter gemäß dem Athener Gesetz bei Ungehorsam mit dem Tod zu bestrafen. Theseus entscheidet, Hermia habe zu ihrem Vater aufzusehen wie zu einem Gott. Er gibt ihr bis Neumond vier Tage Zeit, um zu gehorchen. Bis dahin muss sie entweder Demetrius heiraten oder zwischen der Todesstrafe oder einem Leben in Verbannung wählen. Dann bittet der Herzog Egeus und Demetrius zu einem vertraulichen Gespräch. Währenddessen verabreden Lysander und Hermia, aus Athen zu fliehen. Sie weihen Hermias Freundin Helena, die in Demetrius verliebt ist, in ihre Pläne ein und wollen sich am Abend des nächsten Tages im Wald treffen. Helena beschließt, den Plan an Demetrius zu verraten.
[Szene 2] Sechs Athener Handwerker treffen sich, um auf der Hochzeitsfeier von Theseus und Hippolyta die „tief tragische Komödie“ von Pyramus und Thisbe aufzuführen. Peter Quince ist der Spielleiter, er verteilt die Rollen. Der Weber Nick Bottom möchte am liebsten alle Rollen spielen, er wird den Liebhaber Pyramus geben. Der Blasebalgflicker Franz Flaut muss Pyramus’ Geliebte Thisbe auf sich nehmen. Robin Starvelling soll Thisbes Mutter, Tom Snout Pyramus’ Vater und Peter Quince selbst wird Thisbes Vater spielen. Snug wird den Löwen geben. Der Spielleiter ermahnt die Darsteller, ihre Rollen auswendig zu lernen, und erstellt selbst eine Liste mit den Requisiten. Dann verabreden sie sich für den folgenden Abend zur Probe im Schlosswald, eine Meile vor der Stadt.

### Akt II
[Szene 1] Im Wald beim Schloss begegnen sich zwei Geister: Puck, auch Robin Gutfreund genannt, der Hofnarr des Elfenkönigs Oberon, und eine Fee, Dienerin der Feenkönigin Titania. Mit derben Scherzen über einen „vollgefressenen Hengst“ und die „Hängebrust der Frau Base“ kündigen sie das Kommen ihrer Herren an, die einen Sorgerechtsstreit um ein indisches Kind führen. Als die Herrscher mit ihrem Gefolge aufeinandertreffen, entbrennt sofort eine wilde Auseinandersetzung. In deren Folge wird deutlich, welches Motiv die beiden haben, ungeladen zu Theseus’ Hochzeit in Athen einzutreffen. Das Ehepaar wirft sich gegenseitige Untreue vor, und beide zählen mit rohen Worten („Neidhammel“, „Aas“) die Liebhaber des jeweils anderen auf. Dabei stellt sich schnell heraus, dass Oberon ein Verhältnis mit der „prallen Amazone“, dem „Flintenweib“ Hippolyta und Titania eine Liebschaft mit dem „Weiberhelden“ Theseus hatte. Während Titania ihren Ehebruch ungerührt leugnet („Alles Einbildung“), macht sie ihren Gatten wortreich für das schlechte Wetter verantwortlich („Die ganze üble Brut entspringt aus unserem Streit“). Oberon lenkt nicht ein. Er will den indischen Knaben haben, seine Gattin lehnt kurzerhand ab („Elfen, wir gehen, ich hab es kommen sehn“). Sie fühlt sich der Mutter des Kindes verpflichtet. Diese starb bei seiner Geburt. Oberon sinnt auf Vergeltung. Er beauftragt Puck, die Blume love-in-idleness zu beschaffen, die einst von Cupidos Pfeil getroffen wurde. Ihr Saft bewirkt eine Liebesraserei. Wenn man ihn auf das Augenlid eines Schlafenden träufelt, verliebt sich der Betreffende beim Erwachen in die nächste lebende Kreatur, die er sieht, selbst wenn es ein wildes Tier ist. So soll Titania ihre „Unverschämtheit büßen“. Während Oberon auf Puck wartet, trifft Demetrius im Wald ein. Er sucht Lysander und Hermia in der Absicht, Lysander zu töten, um dann von Hermia umgebracht zu werden. Helena folgt ihm. Sie ist maßlos in Demetrius verliebt („Behandle mich wie dein Hündchen, verachte mich, schlag mich.“). Doch dieser weist sie barsch ab („Du spielst mit meinem Hass.“). Der Elfenkönig beobachtet den Streit der beiden und gibt Puck bei seiner Rückkehr den Auftrag, nach einem jungen Athener zu suchen, der von einer Frau verfolgt wird. Er soll diesem etwas von dem Saft auf die Augenlider träufeln. Oberon selbst will Titania suchen und sie ebenfalls verzaubern. Er weiß, wo sie übernachten will. Dort tummeln sich grüne Schlangen, in deren Gegenwart – so hofft Oberon – wird der Zauber ihr grauenvolle Gedanken bescheren.
[Szene 2] Titania und ihr Gefolge bereiten sich auf die Nacht vor. Die Elfen vertreiben mit ihrem Gesang alle Tiere, die Schrecken verbreiten könnten (Schlangen, Molche, Spinnen) und rufen die Nachtigall, um den Schlaf der Feenkönigin zu schützen. Oberon findet Titania und träufelt ihr mit einem Fluch („Erwache erst, wenn ein Scheusal in Deiner Gegenwart ist“) den Nektar der Zauberblume in die Augen. Hermia und Lysander haben sich verirrt. Sie bereiten ein Nachtlager, und Hermia widersteht den Annäherungsversuchen ihres Geliebten („Drum lieg auf Lücke bis zur Tageswende“). Während sie schlafen, findet Puck die beiden, hält Lysander fälschlich für den gesuchten jungen Athener und reibt den Nektar auf seine Augenlider. Helena verfolgt immer noch Demetrius und stolpert dabei über den schlafenden Lysander. Dieser wacht auf, verliebt sich in sie und folgt ihr durch den Wald. Kurz darauf erwacht Hermia aus einem Albtraum („Mir träumte, eine Schlange fräß mein Herz“). Sie stellt erschreckt fest, dass Lysander verschwunden ist, und zieht in Todesangst alleine weiter.

### Akt III
[Szene 1] Mittlerweile haben sich die Handwerker zu ihrer Probe eingefunden. Robin befürchtet, das Blutvergießen könne das Publikum erschrecken („Wir sollten die ganze Umbringerei weglassen“). Man ist auch über den Auftritt des Löwen besorgt („Einen Löwen unter Damen bringen, ist eine ganz üble Sache“). Bottom macht daher den Vorschlag, dem Publikum in einem Prolog genau zu erklären, dass alles nur gespielt ist („Gnädige Frauen […] zittern sie nicht!“). Der Spielleiter Peter Quince bemerkt noch zwei Schwierigkeiten: „Wie bringen wir den Mondschein in ein Zimmer?“ und „Wir müssen eine Wand im großen Saal haben“, denn eine Wand trennt die Liebenden, die sich heimlich des Nachts bei Mondschein treffen. Die Lösung besteht darin, dass jemand den Mond vorstellen muss und der ein oder andre muss die Wand spielen. Puck kommt dazu und beobachtet die Handwerker. Während einer Spielpause von Nick Bottom verwandelt er dessen Kopf in den eines Esels. Als dieser zu seinem Stichwort auftritt, fliehen seine entsetzten Freunde („Gott steh Dir bei […] du bist verwunschen“). Bottom macht sich Mut, indem er singt. Davon erwacht Titania. Sie hindert ihn an einem Fluchtversuch und befiehlt den Feen, ihm zu dienen.
[Szene 2] Puck berichtet Oberon von Titanias Verzauberung („Die Königin liebt jetzt ein Menschenvieh“). Oberon ist überaus zufrieden. Allerdings ist Puck bei den beiden Liebespaaren ein Fehler unterlaufen, der jetzt bemerkt wird. Oberon befiehlt Puck, Helena zu holen, und wendet selbst das Mittel bei Demetrius an. Als Helena erscheint, wacht Demetrius auf und verliebt sich in sie. Nun lieben beide, Lysander und Demetrius, Helena. Puck gefällt es außerordentlich, dass sich die Menschen zum Gespött machen („Zwei Stück Mann und eine Frau – das gibt eine gute Schau“). Hermia tritt auf und beschuldigt Demetrius, Lysander ermordet zu haben. Oberon erkennt das Chaos und befiehlt Puck, es rückgängig zu machen. Lysander schwört unter dem Einfluss des Zaubers Helena seine Liebe, Demetrius tut das Gleiche. Als Hermia hinzukommt, weitet sich der Streit aus, weil der verzauberte Lysander seine Geliebte beschimpft („schwarze Schlampe, Blutegel, Brechmittel“). Nachdem Helena ihrer Freundin Hermia Verrat vorwirft („Und jetzt zerreißt Du unsere alte Liebe...“), geraten beide heftig aneinander („Liebeselster, Püppchen“). Als die vier im Streit auseinanderlaufen, unterstellt Oberon seinem Hofnarren, den Schabernack mit Absicht angestellt zu haben. Er befiehlt ihm, vor Anbruch der Nacht das Durcheinander zu beenden. Puck jagt die Paare, bis sie erschöpft nahe beieinander einschlafen, und wendet den Zauber erneut bei Lysander an. Mit einem derben Kommentar verabschiedet er sich: „Jeder Hengst kriegt seine Stute – alles Gute.“

### Akt IV
[Szene 1] Bottom und Titania liegen im Blumenbett der Elfenkönigin. Die Elfen bringen dem Weber Naschereien, schließlich schlafen beide ein. Im verzauberten Zustand („Sie tut mir langsam leid in ihrem Wahn“) hat Titania den indischen Prinzen, ohne zu zögern, an Oberon herausgegeben. Zur „Belohnung“ befreit dieser sie von der Wirkung des Liebesnektars. Nachdem Titania erwacht, erschrickt sie („Ich liebte einen Esel ohne Scham“). Puck befreit Bottom von seinem Eselskopf („Glotz wieder durch die eigene Pupille!“) und die Elfenherrscher versöhnen sich. Sie planen, unerkannt bei Theseus’ Fest anwesend zu sein und die Hochzeitspaare zu segnen. Am nächsten Morgen bereiten sich Theseus, Hippolyta und Egeus auf die Jagd vor und unterhalten sich über das wunderbare Bellen ihrer Hunde („Harmonischer klang nie ein Misston in der Welt, so weich der Donner.“). Die Jagdgesellschaft findet die beiden Paare, die durch den geschickt verwendeten Zauber nun glücklich verliebt sind. Theseus bestimmt, dass Demetrius und Helena ebenso wie Lysander und Hermia zusammen mit ihm Hochzeit feiern werden und weist Egeus’ maßlose Forderung nach Rache („Ich will das Recht, den Kopf, das Kopfrecht will ich!“) für den Ungehorsam seiner Tochter ab. Auch Bottom erwacht aus seinem Schlaf und wähnt sich noch in der Theaterprobe („Wenn mein Stichwort fällt, ruft mich...“). Dann erinnert er sich an die Ereignisse der vergangenen Nacht. Peter Squenz soll darüber eine Ballade schreiben, die er „Zettels Traum“ nennt.
[Szene 2] Betrübt warten die Handwerker auf Bottom („Wenn er nicht kommt, ist das Stück im Eimer“) und fürchten, er sei ganz und gar „zerwunschen“. Als er doch auftaucht, gibt es ein großes Wiedersehen und Bottom ermutigt alle, ihr Bestes zu geben („Esst keinen Knoblauch, denn wir sollen einen süßen Atem ausstoßen“).

### Akt V
[Szene 1] Theseus und Hippolyta sprechen vor dem Beginn des Stückes über den Feenzauber, von dem die Verliebten berichtet haben („… und denk, wie leicht die Phantasie bei Nacht aus Angst sich jeden Busch zum Bären macht.“). Theseus fragt seinen Zeremonienmeister Philostrat, welcher Zeitvertreib geplant ist. Zur Auswahl steht zunächst das Stück Kentauren in der Schlacht. Theseus möchte aber kein Lob auf Herkules zu seiner Hochzeit hören, zumal es von einem Eunuchen gesungen wird. Das „Geheul der trunkenen Bacchantinnen, als sie aus Wut Orpheus in Stücke rissen“ wird als veraltet abgetan und „Die Trauer der neun Musen um den Tod der Kunst“ sei für eine Trauung einfach unpassend. Am Ende bleibt nur das Stück der vierschrötigen Handwerker, ein „tragisches Vergnügen“. Trotz der Einwände von Philostrat („Nein gnädigster Fürst, das ist doch nichts für Sie!“) will Theseus dieses Stück sehen („… nichts kann ganz und gar daneben gehn, um das sich Pflicht und Einfalt ehrlich mühn.“). Dann diskutieren Theseus und Hippolyta das angemessene Verhalten eines herrschaftlichen Publikums gegenüber den Schauspielern („Wo Feuereifer patzt, sieht Achtung nur den Willen, nicht die Tat.“). Der Zeremonienmeister eröffnet das Spiel.
Das Spiel im Spiel
Die Darbietung wird immer wieder von den Kommentaren der Zuschauer unterbrochen – meist spöttisch von Seiten der Männer und verständnisvoll von Seiten der Frauen. Es beginnt mit einem missverständlich vorgetragenen Prolog des Spielleiters, diesem folgt ein kommentierter Dumb-Show (das Pantomimenspiel), indem das Stück vorweg stumm dargestellt wird. Die eigentliche Darbietung wird erneut von einem Prolog eingeleitet, Tom Snout, der Darsteller der Wand, erklärt seine Funktion im Spiel. Dann treten Bottom und Flute als Pyramus und Thisbe auf, die umständlich ihr nächtliches von der Wand behindertes Rendezvous schildern. Snug und Robin Starveling leiten ihren Auftritt als Löwe und Mondschein ebenfalls mit einem Prolog ein. Ihnen folgt Thisbe und das Unheil nimmt seinen Lauf: Sie flieht bei Mondschein vor Löwe, verliert dabei ihren Mantel und Löwe zerreißt mit „rotem Speichel“ Thisbes Mantel. Pyramus findet Thisbes blutbefleckten Mantel, wähnt, die Geliebte wäre tot und ersticht sich. Thisbe findet den toten Pyramus und ersticht sich. Das Stück schließt mit einem Lob des Theseus: „Sehr bemerkenswert dargeboten.“
Den Abschluss bilden sechs Reden: Theseus schickt die Paare ins Bett, Puck und das Heer der Elfen räumen den Palast auf, Oberon – gefolgt von Titania – führt den Tanz der Elfen an. Dann segnen die Elfenherrscher das Haus und die Liebespaare. Zum Schluss kommt noch einmal Puck auf die Bühne und spricht direkt zum Publikum. Er bittet es, wenn ihm das Stück nicht gefallen hat, es als einen Traum zu betrachten, und zu applaudieren, wenn es zufrieden war: Give me your hands, if we be friends and Robin shall restore amends.

## Literarische Vorlagen und kulturelle Bezüge

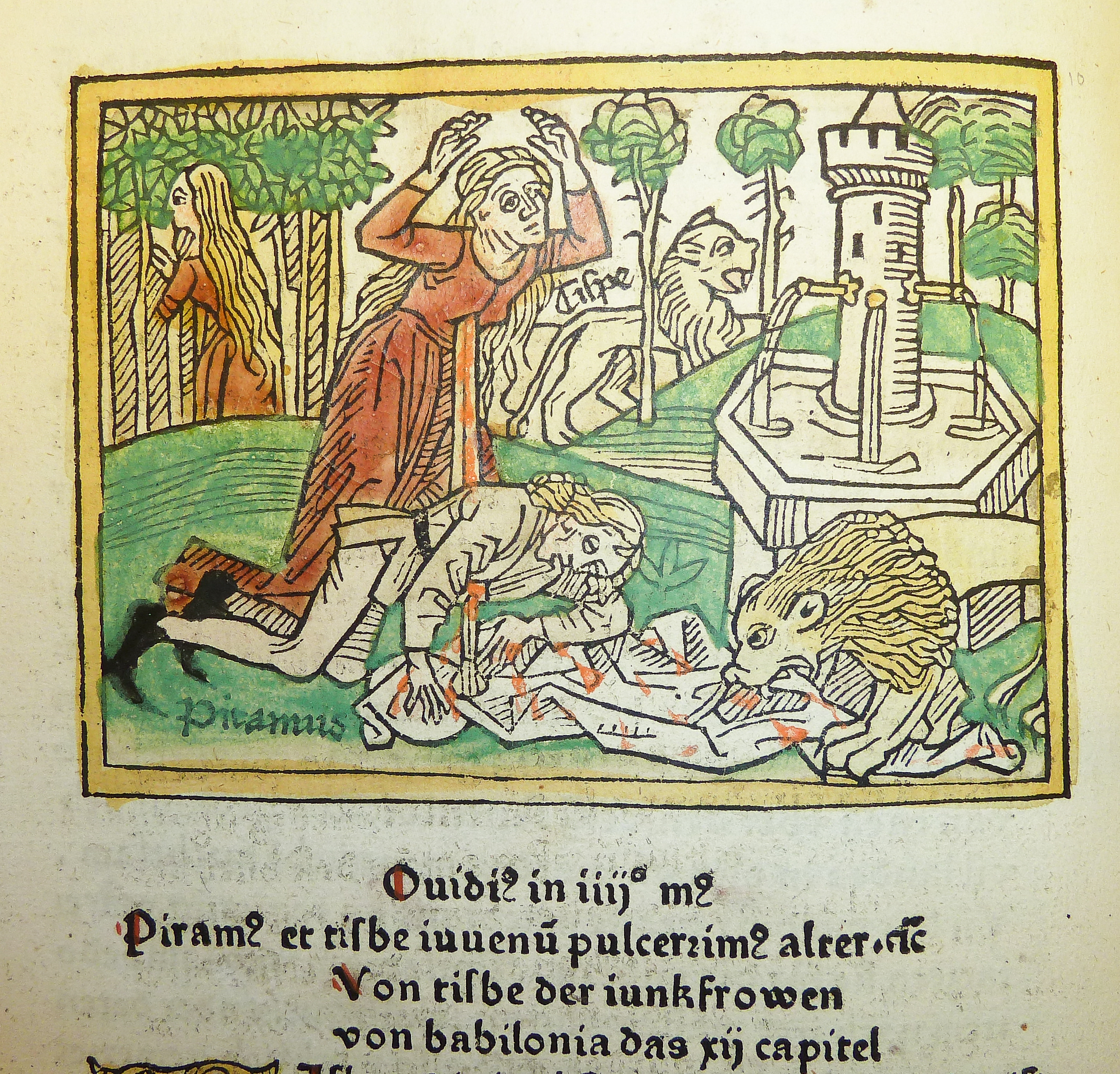
„Pyramus und Thisbe“, kolorierter Holzschnitt, Übersetzung von Heinrich Steinhöwel, Druck von Johannes Zainer, Ulm ca. 1474

Im Gegensatz zu den meisten anderen Stücken Shakespeares lässt sich für Ein Sommernachtstraum, ähnlich wie Love’s Labour’s Lost und The Tempest, keine direkte Vorlage finden. Das Stück besteht im Wesentlichen aus vier Handlungssträngen, die sich entsprechenden Quellen zuordnen lassen: die Herrscherhochzeit, die aristokratischen Liebeswirren, die Intrigen der Feenwelt und das „Stück im Stück“ der Handwerker. Das Thema der Herrscherhochzeit geht auf Plutarchs Bíoi parálleloi und Chaucers The Knight’s Tale zurück. Die Parallelbiographien Plutarchs wurden 1559 von Jacques Amyot relativ frei aus dem Griechischen ins Französische und 1579 von Sir Thomas North aus dem Französischen ins Englische übersetzt. Shakespeare hat den Stoff in The Two Noble Kinsmen ebenfalls verwendet. Die aristokratischen Liebeswirren weisen Ähnlichkeiten mit den Paaren aus Sidneys Arcadia auf. Die Intrigen der Feenwelt ergeben sich aus Elementen von Spensers Epos The Faerie Queene, Robert Greenes Lustspiel James IV, der französischen Romanzendichtung Huon de Bordeaux, die um 1534 bis 1540 in der englischen Übersetzung von John Bourchier, 2. Baron Berners erschienen war, Ovids Metamorphosen (wohl nur der Name Titania) sowie mündlich überlieferten Volkssagen, denen vor allem Puck und die Elfen entstammen. Auf der Bühne waren Elfen zuvor poetisch ebenfalls bereits in den Komödien Endimion, The Man in the Moone (um 1588) und Galathea (um 1585) von John Lyly in Erscheinung getreten. Die Zauberpflanze Anacamfritis in Lylys Euphues and his England (1580), die eine wundersame Liebestollerei hervorzurufen vermag, könnte zudem Shakespeare als Anregung für die Szene II.1 gedient haben, in der Oberon Puck den Auftrag erteilt, die Zauberblume love-in-idleness zu beschaffen. Auch die Streitigkeiten über ihre Liebe und eheliche Beziehung zwischen Pluto und Proserpine in Chaucers Erzählung The Merchant's Tale aus den Canterbury Tales haben nach Auffassung verschiedener Forscher möglicherweise Shakespeare zu der Ausgestaltung der Figuren des Elfen-Herrscherpaares und ihres Konfliktes inspiriert.
Die Figur des Robin Goodfellow als guter Natur- und Hausgeist geht Robert Weimann zufolge auf die „Einbildung einer plebejischen Phantasie“ zurück und war als Überbleibsel eines bereits längst in Vergessenheit geratenen Heldentums, wie Edward Fairfax 1621 konstatierte, im frühen 16. Jahrhundert bis zur Shakespeare-Zeit vor allem in der Vorstellungswelt dieser Bevölkerungsanteils verwurzelt („rooted in the opinion of the vulgar“).
Dem noch wesentlich älteren, mit Robin Goodfellow eng verwandten und später identischen Puck wurde demgegenüber im Hochmittelalter „teuflische[...] Bruderschaft und Abstammung“ zur Last gelegt; er galt als „Synonym für Satan“ und wurde noch von König James I 1597 in seiner Daemonology ebenso wie in der zuvor 1584 erschienenen Discovery of Witchcraft von Reginald Scot mit „Hexerei und Ketzerei“ in Zusammenhang gebracht. Trotz seines soziologischen sowie heidnischen Hintergrunds und aller Verunglimpfungen wurde Robin Goodfellow in der damaligen Renaissance-Literatur dennoch als „guter Geist“ rezipiert, dessen „feenhafter Sinn für Gerechtigkeit“ allerdings einer Verbindung mit „kobaldhafter Schalkheit“ nicht im Wege stand. Erst der aufkommende Puritanismus bekämpfte laut Weimann erfolgreicher diesen niederen Volksmythos des Robin Goodfellow, ohne dass jedoch die zeitgenössischen Dichter oder Dramatiker der puritanischen Verdrängung dieser Figur folgten. Aufgrund der engen Verbindung des Renaissance-Theaters mit der volkstümlichen Überlieferung blieben die theologischen Vorbehalte und das „dämonologische Anathema“ im elisabethanischen Publikum weitgehend ohne nachhaltige Wirkung: Robin Goodfellow blieb in der elisabethanischen Phantasie ein „schalkhafter, guter Geist“, der hilfreich den Menschen bei der Bewältigung ihres mühsamen Lebens zur Seite stand. So wurde seine Gestalt nicht nur zum „Helden der Pamphletliteratur“, sondern auf den Londoner Bühnen vor allem in dem shakespeareschen Werk, zunächst im Sommernachtstraum, ausgebaut und dramatisch bis an „die Grenze der poetischen Fassungskraft“ verallgemeinert, ohne dass dabei allerdings der noch halbwegs mythische Robin Goodfellow in der volkstümlichen Vorstellung ohne Weiteres mit der rein dichterischen Figur Shakespeares gleichgesetzt werden kann. Shakespeares Robin bleibt nach Weimann zwar mit einer für ihn charakteristischen Keckheit unabhängig, geht aber in seiner neuartigen dramatischen Funktion als koboldhafter Diener Oberons weitgehend auf. Der „poetische Zauber“ dieser Gestalt im Sommernachtstraum liegt demzufolge nach Weimann nicht allein in der künstlerischen Überhöhung eines als Vorlage aufgenommenen zeitgenössischen Mythos. Durch die Verwandlung und Umgestaltung des Übernommenen erreicht Shakespeare in der Weiterentwicklung der Gestalt des Robin bzw. Puck eine neue Bewusstheit und Formvollendung, indem er bei Puck zugleich Elemente von Cupido aus der römischen Mythologie und den Metamorphoses des Ovid einbezieht.
Für das zeitgenössische Publikum konnte Marjorie Garber zufolge in der zentralen Thematik des Kampfes zwischen den Geschlechtern, die sowohl in den Auseinandersetzungen auf der Ebene des Elfen-Königspaares zwischen Oberon und Titania (II,I, Z. 20-27) als auch in der Beziehung des menschlichen Herrscherpaares Theseus und Hippolyta (I,1, Z. 16-20) zum Ausdruck kommt, auf dem real-historischen Hintergrund des elisabethanischen Zeitalters ebenso eine Andeutung auf die geringen Aussichten für eine Vermählung Elisabeth I. und die sich zuspitzende Problematik der Thronnachfolge gesehen werden: Theseus heiratet ein Amazone, um die er „mit Waffen gefreit“ („woo’d thee with my sword“, I,1,16) und deren Herz er mit „roher Gewalt“ besiegt hat („won thy love doing thee injuries“, I,1,17); das Elfen-Herrscherpaar streitet über den Besitz des gestohlenen indischen Knaben (II,1, 20-27), des „’Wechselbalgjunge[n], der entweder ein Liebesobjekt oder ein Erbe sein kann“ („quarrel over the possession of [...] the ‘changeling boy’, who may either a love object or an heir“). Elisabeth I. wurde häufig mit einer Amazone verglichen, und die Bedrohung durch eine aus den Fugen geratene Welt, in der Frauen über Männer herrschten, stellte in zahlreichen zeitgenössischen Veröffentlichungen nach Garber eine alptraumhafte Vorstellung dar. Die Beschreibung von Cupids Pfeil durch Oberon (II, I, 158 ff.), der die „herrschaftlich Geweihte“ verfehlt und sie „in jungfräulichen Gedanken“ weiterschreiten lässt, war wahrscheinlich als Kompliment an Königin Elisabeth I. gedacht, die dramaturgisch in Shakespeares Werk jedoch in dem Verlobungspaar in beiden Teilen präsent ist: sowohl in Theseus als mächtigem Herzog als auch in Hippolyta als Königin der Amazonen.
Der Streit zwischen der Feenkönigin Titania und dem Feenkönig Oberon in der ersten Szene des zweiten Aktes des Stückes (Z. 18–27) enthält zudem Anklänge auf den verbreiteten elisabethanischen Volksglauben. Der Anlass für den Streit liegt darin begründet, dass die Feenkönigin das menschliche Baby gestohlen hat (‚A lovely boy stolen from an Indian king‘, Z. 22). Nach dem Volksglauben war in einem derartigen Vorgehen der Feenkönigin grundsätzlich eine „Manifestation des Teuflischen“ zu sehen, da Feenköniginnen als Vertreter des Bösen keine eigenen Kinder bekommen können und aus diesem Grunde gezwungen sind, menschliche Neugeborene rauben und zu „Wechselbalgen“ zu machen. Demgegenüber stellt Shakespeare das Verhältnis zwischen Titania und dem Jungen dar als eine durch große Sympathie geprägte, fürsorgliche und liebevolle Beziehung. Sogar Oberon lässt bei Shakespeare sein Interesse oder gar Begehren für den Knaben erkennen: Die Kinderliebe der Feen in der shakespeareschen Komödie weist nach der Leseweise von Thomas Kullmann in dieser Hinsicht zugleich auch sexuelle Konnotationen auf.
Wie sich aus dem weiteren Streit zwischen Oberon und Tania ergibt, haben die Feen allerdings selbst offenbar keine sexuelle Beziehungen zu den sterblichen Menschen, sondern befördern diese in ihren jeweiligen amourösen Beziehungen bzw. Liebesabenteuern.
Der Streit zwischen der Feenkönigin und dem Feenkönig bekundet zugleich die negativen Auswirkungen auf die Ordnung in der Natur und deren Wachstumsprozesse (II,1, Z. 82-95 und 111-117). Die Disharmonie in der Feenwelt überträgt sich auf die Naturphänomene; das Verhalten von Winden und Flüssen und die gewohnte ordnungsgemäße Abfolge der Jahreszeiten werden ebenfalls gestört. Als „Naturgottheiten“ vermögen allerdings weder Oberon noch Titania die Natur mit ihrer Willenskraft vollständig zu steuern: Durch „sport“, d. h. im damaligen Sinne „fröhlichen Zeitvertreib“, animieren sie einzig die Naturkräfte. Die eheliche Harmonie wie auch der Tanz der Feen verkörpern bildhaft das elisabethanische Bild der harmonischen kosmischen Ordnung; ist jedoch die natürliche Ordnung durch das Verhalten der Feenkönigin und des Feenkönigs als der Naturgottheiten an der Spitze gestört, gerät die gesamte Ordnung aus den Fugen. Erst der gemeinsame Tanz im Wald am Ende der Nacht (IV, 1, 85-102) zusammen mit dem gemeinsamen Segen für Hippolyta und Theseus stellt die Harmonie wieder her.
Zwischen der Ordnung der Natur und derjenigen des staatlichen Gemeinwesens besteht eine offensichtliche Analogie: Der Staat bildet ebenso wie die Natur einen Mikrokosmos, dessen Gleichgewicht durch Unordnung an der Spitze gestört wird. Der anstehenden Hochzeit im Stadtstaat Athen sind Kämpfe vorausgegangen (I,1, 16 f.) und ebenso besteht Disharmonie, da Hermia und Lysander aufgrund ihres unterschiedlichen Alters und Ranges trotz ihrer gegenseitigen Liebe nicht heiraten dürfen. Die Disharmonie hat in der Komödie eine doppelte Ursache: Einerseits hält Demetrius um Hermias Hand an trotz seines Liebesschwures ihrer Freundin Helena gegenüber – die immer noch in ihn verliebt ist. Andererseits ist für Hermias Vater Egeus seine eigene väterliche Autorität gewichtiger als die Liebe seiner Tochter, wobei er von Theseus als Landesherrn unterstützt wird. Die im Gemeinwesen derart ins Ungleichgewicht geratene Ordnung, die analog sich in dem gestörten Gleichgewicht der natürliche Ordnung äußert, kann einzig durch das Zusammenfinden der „richtigen“ Liebespaare am Ende des dramatischen Geschehens wiederhergestellt werden.
Shakespeares greift dabei nicht nur auf grundsätzliche Vorstellungen des elisabethanischen Weltbildes zurück; seine besondere dramaturgische Kunstfertigkeit zeigt sich im Sommernachtstraum in der Konstruktion eines plots, in dem die Lösungen in beiden Dimensionen kausal miteinander verbunden werden: Der Kontakt der beiden Liebenden mit der Feenwelt durch ihre Flucht in den Wald enthält die Lösung für den Konflikt auf der menschlichen Ebene, jedoch mit verschiedenen zeitweiligen Irrtümern oder auch auf Seiten Pucks, des Gefolgsmannes von Oberon, mit „sport“ im obigen Sinne (III,2, 19 und 353).
Mit der dramaturgisch nicht erforderlichen Festlegung der Herkunft sowohl des geraubten Knaben als auch der des Elfenkönigs selber aus Indien (II,1, Z. 30, 69 und 124) wird darüber hinaus die bipolare Räumlichkeit des Textes (Athen und der nächtliche Wald) in eine tripolare ausgeweitet, wobei Indien als symbolisches und ideologisches Zentrum des Aufbruchs und der Konvergenz für alle Angelegenheiten des Feenlandes fungiert. Damit verweist Shakespeare auf den zeitgenössischen Diskurs über Indien im Zeitalter des entstehenden britischen Weltreiches sowie des Kolonialismus. In Shakespeares damaligem Publikum kursierten unterschiedliche Vorstellungen über die Neue Welt bzw. die ferne Welt Afrikas, Amerikas und Indiens. Diese waren sowohl vermittelt über eine literarische Tradition mittelalterlicher Romanzen, Erzählungen und zahlreicher veröffentlichter Reiseberichte als auch durch mündliche Überlieferungen von Seeleuten, die auf Handels- oder Kriegsschiffen dienten, die den Atlantischen und Indischen Ozean durchquerten. Tradierte mythische Annahmen trafen mit dem wachsenden Merkantilismus auf neueres geographisches Wissen, wobei insbesondere die Imagination eines quasi mystischen oder mythische Bildes von Indien sich in einem Veränderungsprozess befand.

### Das Stück im Stück
Bei der Hochzeit von Theseus und Hippolyta führen die Handwerker das Stück von Pyramus und Thisbe auf. Es geht auf den Bericht Ovids im Buch IV der Metamorphosen zurück.
Pyramus war und Thisbe, der Jünglinge schönster der eine,

Hoch die andre gerühmt vor den morgenländischen Jungfrau'n.
Shakespeare und seinen Zeitgenossen war diese Geschichte vor allem durch Goldings 1567 erstmals erschienene Übersetzung von Ovids Metamorphosen bekannt. Shakespeare konnte Ovid im lateinischen Original lesen, benutzte aber ebenso wie Spenser auch die englische Übersetzung. Dass ihm der lateinische Text bekannt war, erkennt man daran, dass der Name der Feenkönigin Titania nur bei Ovid vorkommt, nicht in Goldings Übersetzung. Einzelne Elemente der Erzählung, wie Thisbes verlorener Mantel (statt eines Schleiers) oder der Ritz in der Wand („crannied hole“) kommen in dieser Formulierung wiederum nur bei Golding vor. Obwohl Shakespeare für seine Titelfiguren des Stückes im Stück Ovid als Hauptquelle nutzte, war die Geschichte von Pyramus und Thisbe den Zeitgenossen durchaus vertraut. Chaucer nahm sie bereits um 1385/86 in seinem Gedicht The Legend of Good Women als Traumvision auf; 1584 erschien in der Sammlung Handefull of Pleasant Delites von Clement Robinson das Gedicht New Sonet of Pyramus and Thisbe von I. Thomson, das eventuell Shakespeares dazu bewogen haben könnte, für die letzten Worte der sterbenden Liebenden (V.1, 274–306 und 326–346) eine Strophenform zu wählen.

### Nick Bottoms Erlebnisse

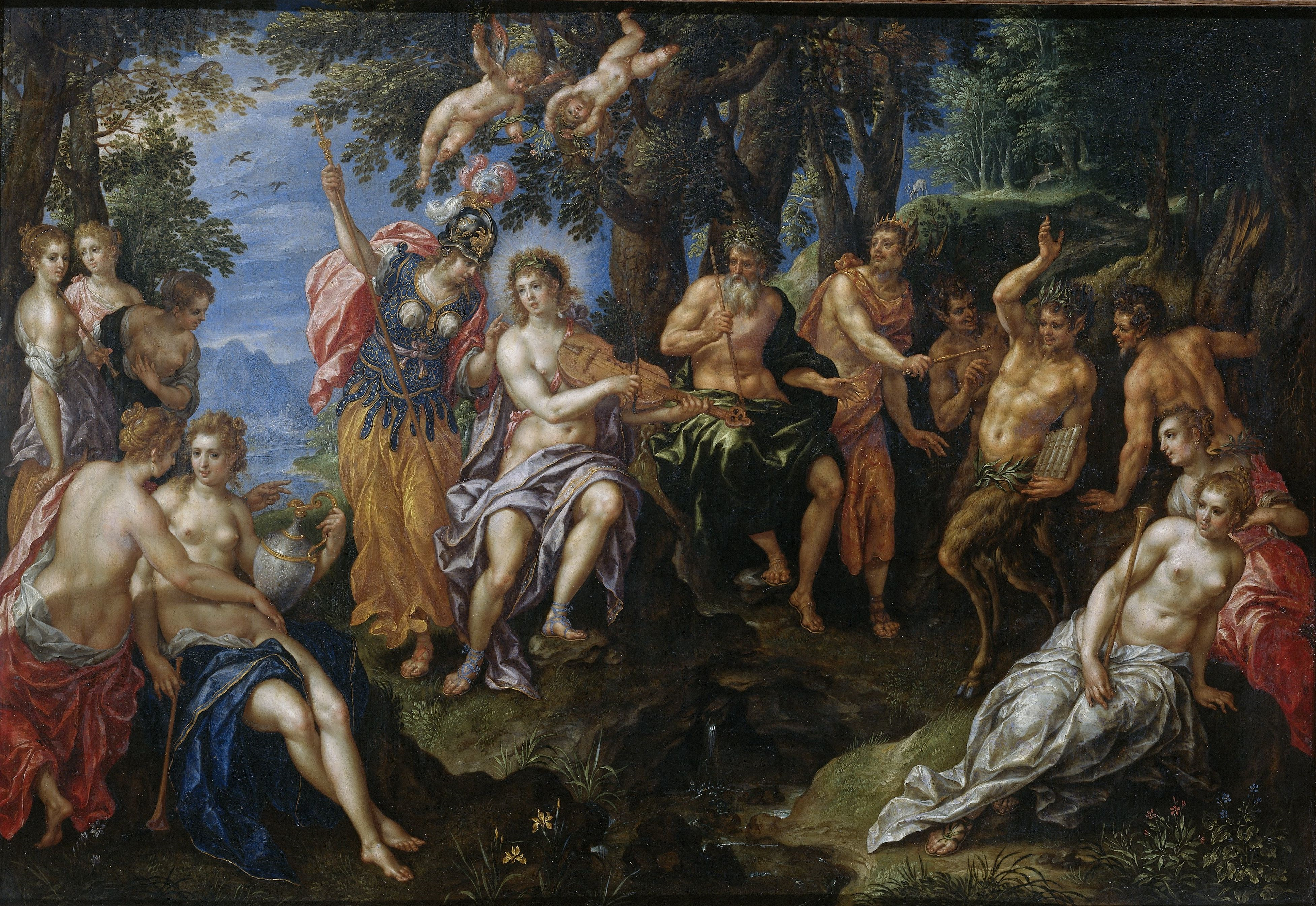
Midas mit Eselsohren. (Hendrik de Clerck, ca. 1620)

Das Verwandlungsmotiv ist charakteristisch für Ovids Metamorphosen. Dass Bottoms Kopf in den Kopf eines Esels verwandelt wird, findet eine Entsprechung in der Erzählung von Midas im Buch XI von Ovids Metamorphosen. Dort wird berichtet, wie der Gott Apollo den Kopf des Midas in einen Eselskopf verwandelt:
Sonst aber bleibt er ein Mensch; an dem einzigen Gliede verurteilt

Trägt er die Ohren hinfort von dem langsam schreitenden Esel.
Einzelne Autoren vermuten, dass Shakespeare diese Geschichte in der Version von Lylys Erzählung „Midas“ kannte. Bottoms Verwandlung in einen Esel könnte aber auch aus anderen Quellen stammen. Apuleius’ Erzählsammlung Metamorphoseon libri XI ist unter dem Titel „Der goldene Esel“ (Asinus aureus) bekannt. Sie wurde 1566 von  William Adlington ins Englische übersetzt. Dort berichtet Apuleius im dritten Buch der Metamorphosen im Kapitel 17, wie der Erzähler Lucius hofft, sich in einen Vogel zu verwandeln, von Photis, der Magd einer Hexe, jedoch mit einer Zaubersalbe aus Versehen vollständig in einen Esel verwandelt wird. Ähnlich wie in Shakespeares Werk wird der Verwandelte in dieser Gestalt aufgrund seines großen Phallus zum Objekt weiblicher Begierde und erlebt verschiedene sexuelle Beziehungen. In Reginald Scots Erzählung The Discoverie of Witchcraft (1584) wird ebenfalls ein junger Mann von einer Hexe in einen Esel verwandelt.
Das Motiv der Liebschaft zwischen Bottom und der Feenkönigin findet seine Entsprechung in der Erzählung von  den Abenteuern von Sir Thopas aus dem 7. Buch der Canterbury Tales:
Originalversion (Erläuterung in eckigen Klammern):

Me dreemed all this night, pardee,

An elf-queen shall my lemman [sweetheart] be

and sleep under my gore [garment].
Modernisierte Version:

… I dreamed last night

That I had caught a bright

Elf-queen under the sheets.
Deutsche Übersetzung:

Ich hatte – Pardautz! – letzte Nacht einen Traum,

dass eine Elfenkönigin mein Liebchen wär

und unter meinem Laken schlief.

## Text
Von dem Stück existieren drei frühe Drucke. Die erste Quarto (Q1) erschien 1600 und ist in Pollards Terminologie ein sogenanntes „good quarto“. Von ihr sind acht Exemplare erhalten. Ein Nachdruck der ersten Quarto erfolgte im Jahr 1619 als Teil der sogenannten „Pavier Quartos“ mit einer falschen Rückdatierung. Die Version des Stückes in der First Folio (F1) enthält zahlreiche Fehler und Verbesserungen, die in Q2 vorgenommen wurden, und man nimmt daher an, dass diese als Vorlage für die Folio-Version verwendet wurde.

### Die erste Quarto (Q1) von 1600

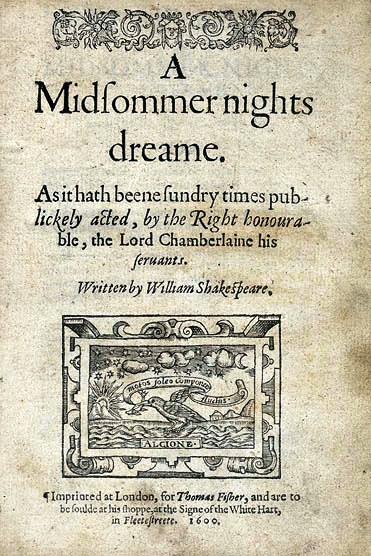
Titelblatt der ersten Quarto aus dem Jahr 1600.

Am 8. Oktober 1600 erfolgte ein Eintrag im Stationers’ Register im Auftrag von Thomas Fisher. Er lautet: 8 Octobris [1600] Thomas Fyssher Entered for his copie vnder the handes of mr [Master] Rodes and the Wardens A booke called A mydsomer nightes dreame. vjd. Man vermutet, dass die Ausgabe von dem Drucker Richard Bradock hergestellt wurde. Auf der Titelseite heißt es: A Midsommer nights dreame. As it hath been sundry times pub-lickely acted, by the Right honoura-ble, the Lord Chamberlaine his seruants. Written by William Shakespeare. Imprinted at London, for Thomas Fisher, and are to be soulde at his shoppe, at the Signe of the White Hart, in Fleete streete. 1600. Wegen des ordnungsgemäßen Eintrages und der Tatsache, dass der Text eine gute Qualität hat, vermutet man, dass der Druck von Shakespeares Theatergruppe autorisiert war. Von einzelnen Autoren wurde vermutet, dass beim Druck ein Stereotypieverfahren verwendet wurde, eine Meinung, die von anderen verworfen wurde, und dass an der Herstellung nur ein einziger Schriftsetzer beteiligt war. Die Druckvorlage war vermutlich ein handschriftlicher Entwurf von Shakespeare, ein sogenanntes foul paper. Die Indizien dafür sind einerseits unvollständige Bühnenanweisungen, so fehlt beispielsweise der Auftritt von Puck in 3. 1. 97. Der Hinweis wird erst in der Capell-Ausgabe eingefügt. Darüber hinaus findet man variable Sprecherbezeichnungen. So wird Puck manchmal auch Robin Goodfellow (Robin Gutfreund) genannt, Titania wird mit (Queen – Königin) bezeichnet, in 5. 1. 107 und ab 205 heißt Theseus (Duke – Herzog) und Hippolyta (Duchess – Herzogin). Gelegentlich finden sich auch verkürzte Bühnenanweisungen, wie etwa in 3. 1: Enter the Clownes; oder in 4. 1. 101: Enter Theseus and all his traine. Besonders auffällig ist die Stelle 4. 2: Enter Quince, Flute, Thisby and the rabble. wo die Namen der Handwerker (Quince und Flute, Squenz und Flaut) mit der Sprecherrolle des Stücks im Stück (Thisby, Thisbe) vermischt wird und die übrigen Charaktere Starvelling (Schlucker) und Snout (Schnauz) als Gesindel bezeichnet werden. Neben Inkonsistenzen bei Bühnenanweisungen und Sprecherbezeichnungen wird vor allem auf die ungewöhnliche Schreibweise bestimmter Worte hingewiesen. So finden sich in dieser Quarto Übereinstimmungen in der Verwendung des Doppel-O („oo“) bei den Wörtern prooue, hoord, boorde, shooes, mooue etc. mit der Schreibweise der Shakespeare zugeschriebenen Hand D im Manuskript von Sir Thomas More. Zusammengenommen werden diese Texteigenschaften als Beleg für eine hohe Autorität der ersten Quartoausgabe des Stückes angesehen. Von allen gleichzeitig als Quarto und Folio-Version vorliegenden Stücken Shakespeares gilt der Sommernachtstraum somit als am besten erhaltener Text.

### Die zweite Quarto (Q2) von 1619

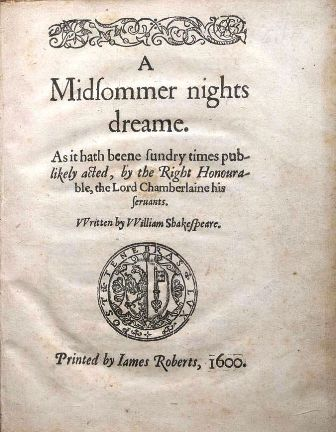
Titelblatt der zweiten Quarto aus dem Jahr 1619

Die zweite Quarto erschien im Jahr 1619. Auf dem Titelblatt heißt es: A Midsommer nights dreame. As it hath beene sundry times pub-likely acted, by the Right Honoura-ble, the Lord Chamberlaine his seruants. Written by William Shakespeare. Printed by Iames Roberts, 1600. Die letzte Zeile mit der Datumsangabe „1600“ und dem Namen von James Roberts ist eine Fälschung. Dies wurde Anfang des 20. Jh. von Pollard und anderen aufgedeckt. Im Jahr 1619 ließ William Jaggard vermutlich ohne die Rechte zu besitzen im Auftrag des Verlegers Thomas Pavier zehn Quartos mit teilweise gefälschten Angaben drucken. Diese sind in der Wissenschaft unter dem Namen False Folio oder „Pavier-Quartos“ bekannt geworden. Zu ihnen gehören sieben Shakespeare-Stücke (Henry V, Lear, Merchant of Venice, Merry Wifes of Windsor, A Midsummer Night’s Dream, 2 Henry VI und 3 Henry VI), mit Perikles ein Gemeinschaftswerk von Shakespeare und Wilkins, ein Stück von Thomas Middleton (A Yorkshire Tragedy) und das anonym gedruckte Werk The Life of Sir John Oldcastle. Die Hintergründe des Vorhabens sind nicht restlos aufgeklärt. Möglicherweise plante Jaggard ursprünglich die Quarto-Einzelausgaben zu einer Gesamtausgabe zu binden, wurde aber durch ein Schreiben des Lord Chamberlaine vom 3. Mai 1619 an die Stationers’ Company gehindert und in der Folge wurden die schon gedruckten Exemplare so präpariert, als wären sie identische Kopien der ursprünglichen Auflagen.
Es handelt sich bei Q2 um einen weitgehend unveränderten Nachdruck der Erstauflage. Angepasst wurde der Text vor allem am Anfang des Akt V. Dort finden sich in den Zeilen 1–84 fehlerhafte Verseinteilungen. Als Beispiel seien die Zeilen V. 1. 5–8 angegeben:
Quarto-1-Version:

Such shaping phantasies, that apprehend more,

Then coole reason euer comprehends. The lunatick

The louer, and the Poet are of imagination all compact.
Quarto-2-Version:

Such shaping phantasies, that apprehend more

Then coole reason euer comprehends.

The Lunaticke, the Louer, and the Poet,

Are of imagination all compact.
Folio-Version:

Such shaping phantasies, that apprehend more

Then coole reason euer comprehends.

The Lunaticke, the Louer, and the Poet,

Are of imagination all compact.
Deutsche Übertragung:

Die Phantasie treibt Blüten, fabuliert

Mehr als ein klarer Kopf verstehen kann.

Verrückte, Dichter, Liebende bestehen

Schlichtweg aus Einbildung (…)
Man sieht hier, dass die Folioversion nicht Q1, sondern Q2 folgt und damit verbessernde Korrekturen des späteren Druckes übernimmt. Obwohl Q2 also Fehler von Q1 verbessert (I. 1. 4 „wanes“ statt „waues“), werden doch weitaus mehr Irrtümer reproduziert, sodass moderne Herausgeber Q2 nicht als Textautorität anerkennen.

### Die Folio-Ausgabe (F1) von 1623

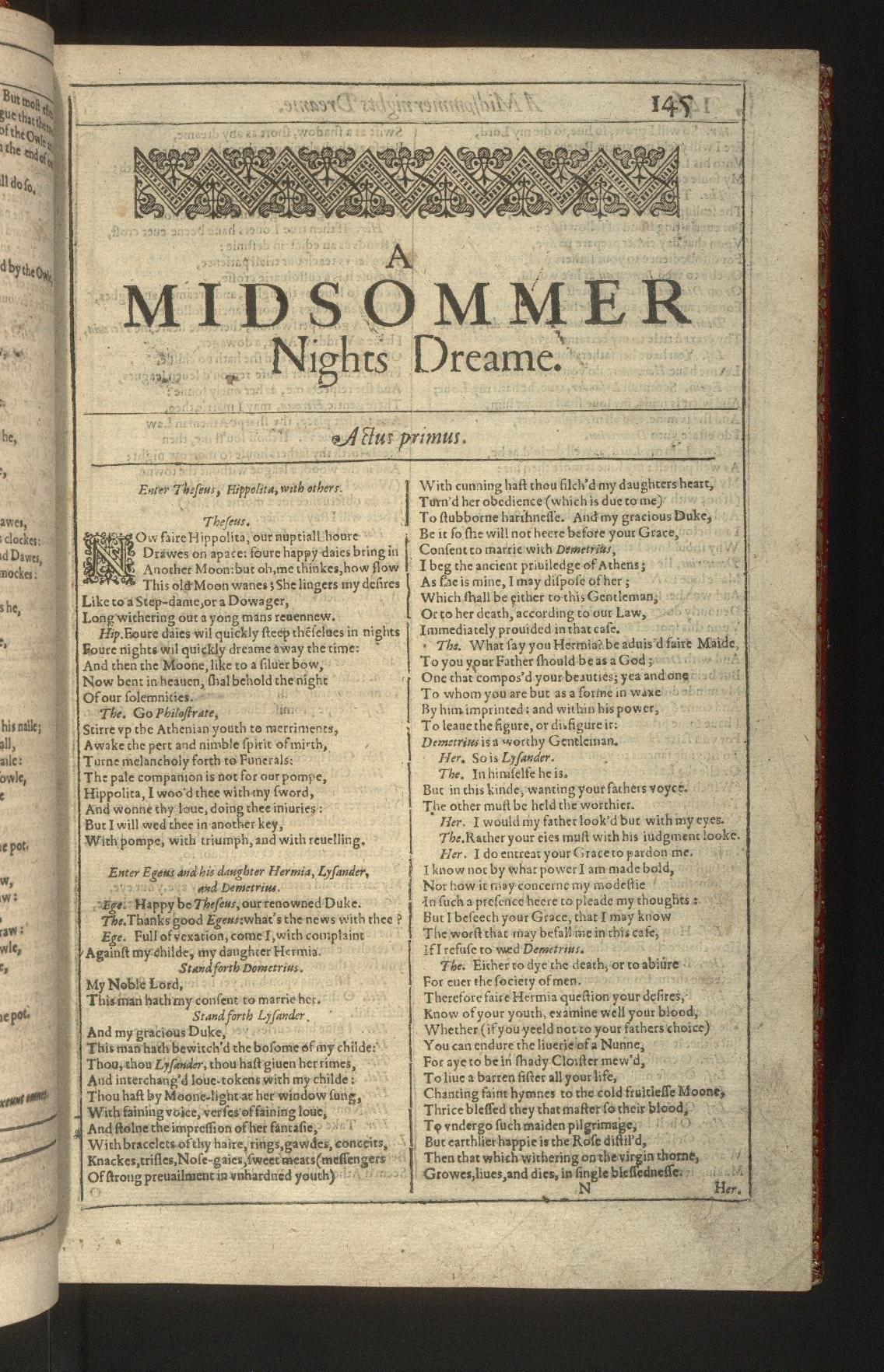
Titelseite des Sommernachtstraums aus der First Folio von 1623

In der First Folio ist der Sommernachtstraum in der ersten Sektion als achtes Stück auf den Seiten 145 bis 162 nach der Foliozählung enthalten (Faksimilezählung: S. 163–180). F1 wurde nach einer Q2-Ausgabe gesetzt und gegen eine Promptbook-Version von Q1 korrigiert. Infolgedessen betreffen die Korrekturen gegenüber Q1 und Q2 meist Bühnenanweisungen. Hervorzuheben sind die Veränderungen der Sprecherbezeichnungen von Egeus in Akt V. Bemerkenswert ist auch die Ergänzung und Erläuterung des Auftritts von Bottom nach seiner Verzauberung, die in Q ganz fehlt und von F1 präzisiert wird: Enter Piramus with the Asse head. (Akt III. 1. 97). An einigen Stellen fügt F1 auch Fehler ein. Mit der Ergänzung: Exit all but Wall in Akt V. 1. 150 müsste die Anweisung drei Zeilen später in Akt V. 1. 153: Exit Lyon, Thisbie and Mooneshine. entsprechend geändert werden, was nicht erfolgte.
Einzelne Bühnenanweisungen geben Hinweise auf eine besondere Aufführungspraxis. So werden die Auftritte von Puck und Oberon in Akt III. 1 und IV. 1 verdoppelt, was darauf schließen lässt, dass sich die entsprechenden Charaktere längere Zeit auf der Bühne aufhalten, um das Geschehen zu beobachten, ohne dass ein Indiz dafür bestünde, dass dafür eine Galerie verwendet würde. Die Anweisung am Ende von Akt III. 2. 464: They sleepe all the Act. wurde als Hinweis auf eine kurze überbrückende Pause zwischen einzelnen Akten interpretiert. F1 fügt in Akt V. 1. 125 die Bühnenanweisung ein: Tawyer with a Trumpet before them. Dabei handelt es sich um William Tawyer, einen Diener von John Heminges und Musiker im Dienste der Lord Chamberlain’s Men, der 1625 verstarb. Die vorgenommene Erweiterung der Bühnenanweisungen wird in der Forschung als starkes Indiz dafür gesehen, dass als Druckvorlage eine Prompt-Version (prompt book) genutzt wurde.

## Datierung

### Einleitende Bemerkungen zur Datierung

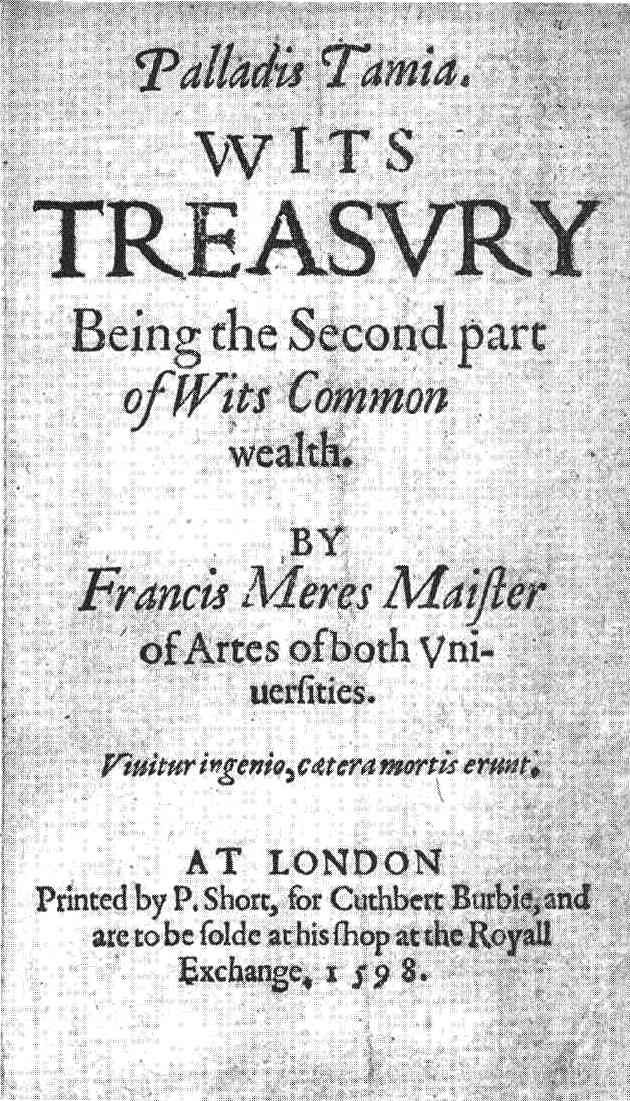
Palladis Tamia. Titelblatt der Erstausgabe.

Für die Datierung von Shakespeares Stücken (ebenso für die anderer elisabethanischer Autoren) nimmt man an, dass drei Schritte in Betracht gezogen werden müssen: Abfassung, Aufführung und Druck. Üblicherweise erfolgten die Produktionsschritte in dieser Reihenfolge. Zuerst verfasste der Autor einen Rohentwurf (engl. „foul paper“). Ein Theaterstück musste vor den ersten Aufführungen vom Zensor (engl. „Master of the Revels“) freigegeben werden. Es war die Aufgabe des „bookkeepers“, des Spielleiters einer Theatergruppe, das Manuskript beim „Master of the Revels“ für Aufführungen genehmigen zu lassen. Wurde das Stück am Hof aufgeführt, fertigte der Zensor auch eine Notiz in den Accounts des „Revels Office“ an, die das Datum der Aufführung und den Namen des Werkes enthielt. Diese Notizen sind aber für Shakespeares Zeit leider nur für die Jahre 1604/05 und 1611/12 erhalten. Zu Shakespeares Zeit war der „Master of the Revels“ (bis 1610) Edmund Tilney und danach George Buck. Als Nächstes fertigte ein Mitglied der Theatergruppe (möglicherweise ein professioneller Schreiber) vom Rohentwurf eine saubere Kopie an (engl.: „fair copy“). Diese wurde mit technischen Ergänzungen versehen und von dem so entstandenen Soufflierbuch (engl. prompt book) wurden die Sprecher-Rollen (engl. „actors’ copies“) abgeschrieben. Die Schauspieler erhielten ihre Rollen, lernten diese auswendig und nach (vermutlich nur einer einzigen) Probe wurde das Stück solange aufgeführt, bis es „abgespielt“ war – die Zuschauer ausblieben. Manchmal wurden für Tourneen verkürzte Versionen hergestellt. Wenn sich mit Aufführungen kein Geld mehr verdienen ließ, wurde der Text von der Theatergruppe (denn dieser und nicht dem Autor gehörte das Stück) zum Druck freigegeben und das Copyright an einen Herausgeber verkauft. Dazu musste das Werk im Stationers Register (dem Zunftbuch der Buchhändler und Drucker) eingetragen werden. Dies erfolgte üblicherweise mit einem genauen Datum, dem Namen des neuen Rechteinhabers und dem (meist nur ungefähren) Titel des Werkes. Ein solcher Text konnte dann (meist als Einzelausgabe) mit einer Jahreszahl als Datum versehen im Druck erscheinen, wobei zu beachten ist, dass in der elisabethanischen Zeit der Jahreswechsel zu Ende Februar gerechnet wurde und nicht zu Ende Dezember.

### Terminus ante quem
Für Shakespeares Sommernachtstraum sind nun zwei sichere späte Daten rekonstruierbar. Der Eintrag im Stationers’ Register erfolgte am 8. Oktober 1600. Mit der gleichen Jahresangabe ist das erste Quarto erschienen. Damit ist in der oben skizzierten Produktionssequenz das späteste gesicherte Datum bekannt. Da Francis Meres das Werk in seiner Liste von zwölf Stücken Shakespeares in Palladis Tamia erwähnt, gibt es einen zweiten Zeitpunkt, bis zu dem der Sommernachtstraum mit großer Gewissheit bekannt gewesen, also aufgeführt worden sein muss. Es ist der Eintrag von Palladis Tamia im Stationers’ Register, der 7. September 1598 erfolgte.

### Terminus post quem

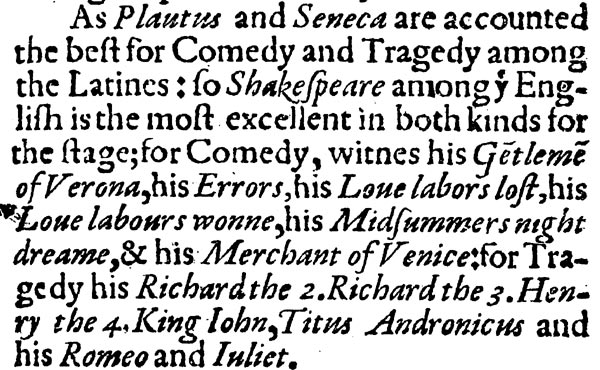
Auszug aus Palladis Tamia mit der Liste der 12 Werke Shakespeares, die Meres 1598 bekannt waren.

Es ist auch ein relativ sicheres frühes Datum für die Abfassung des Sommernachtstraumes rekonstruierbar. Viele Gelehrte sind der Meinung, dass die Bemerkung von Peter Quince in I, 2, 67 f.:
An you should do it too terribly you would fright

the Dutchess and the ladies that they would shriek, …
Wenn du zu schrecklich brüllst, würdest du die

Herzogin und die Damen erschrecken, dass sie kreischen …
sich auf ein reales Ereignis beziehen könnte. Es handelt sich dabei möglicherweise um das Tauffest zu Ehren des neugeborenen Prinzen Henry Frederick am schottischen Hof am 30. August 1594. Bei diesem Fest sollte ursprünglich ein Wagen von einem Löwen gezogen werden, was man wegen der vermuteten Gefahr nicht durchgeführt hat. Wenn man annimmt, dass Shakespeare dieses Ereignis im Sinne hatte, wäre der August 1594 der früheste mögliche Termin für den Abschluss der Abfassung des Sommernachtstraums.

### Eingrenzung der Abfassungszeit und des Uraufführungsdatums
Während also das Jahr des (vermutlich) ersten Drucks ebenso feststeht wie der spätest mögliche Zeitpunkt für eine Aufführung, ist das genaue Datum der tatsächlichen Uraufführung des Sommernachtstraums nicht bekannt. Für die Abfassungszeit kann nur eine ungefähre Zeitspanne angegeben werden. Zur Eingrenzung dieser Angaben werden in der Shakespeareforschung folgende Indizien diskutiert.
In II, 1, 88–114 spricht Titania ausführlich von schlechtem Wetter. Manche Autoren haben daraus einen Hinweis auf karge Ernten vor allem im Jahr 1596 gesehen. Auch die Ankündigung eines Stückes mit dem Titel: „Die Trauer der neun Musen um den Tod der Kunst, die an der Auszehrung verschied.“ (V, 1, 52–54) wurde zur näheren Datierung herangezogen. Man versuchte, dies mit dem Tod eines verarmten Dichters in Verbindung zu bringen, und brachte Robert Greene (verstorben 1592) ins Spiel. Peter Holland hat diese Überlegungen lapidar so kommentiert: in England ist das Wetter immer schlecht und arme Dichter sterben zu jeder Zeit.
Eine viel diskutierte Annahme ist die, dass der Sommernachtstraum wegen der Rahmenhandlung mit den Hochzeitsfeierlichkeiten von Theseus und Hippolyta ein anlassbezogenes Werk sei und für die Hochzeit eines adeligen Paares verfasst und uraufgeführt wurde. Aus der Eingangsszene I, 1, 2 f.: „vier Freudentage nur zur Neumondnacht“ und dem Hinweis in II, 1, 158: „Er zielte scharf nach der Vestalin, die im Westen thront.“ wurde geschlossen, dass es sich dabei um eine Hochzeit handeln müsse, die zu Neumond stattfand und zu der Königin Elisabeth anwesend war. In Frage kämen wahrscheinlich nur die Hochzeiten von William Stanley, dem Earl of Derby, mit Elizabeth Vere, der Tochter des Earl of Oxford, im Juni 1594 oder die Hochzeit von Sir Thomas Berkeley und Elizabeth Carey am 19. Februar 1596. Die Annahme, dass der Sommernachtstraum ein Auftragswerk zu einer adeligen Hochzeit sei, wird von den zeitgenössischen Gelehrten meist mit dem Hinweis abgelehnt, dass das Titelblatt des ersten Quarto ausdrücklich sagt: „it hath been sundry times publickely acted.“, es sei vielfach öffentlich aufgeführt worden. Es wird außerdem auf die Aufführungspraxis hingewiesen, dass Stücke, die für private Zwecke aufgeführt wurden, niemals öffentlich gegeben wurden. Für das einzige wirklich in Frage kommende Hochzeitsfest im Februar 1596 ist zudem weder ein Beleg bekannt, dass die Königin anwesend war, noch dass ein Theaterstück aufgeführt wurde.
Die in der Forschung heute als am stichhaltigsten angesehene Argumentation für die Eingrenzung der Produktionszeit des Sommernachtstraums sind stilistische Ähnlichkeiten, die dafür sprechen, dass das Stück in eine Reihe gehört mit den frühen Werke mit einem lyrischen Charakter. Hier wird vor allem auf die sprachliche Verwandtschaft mit Romeo und Julia hingewiesen. Dabei ist die Frage kontrovers, ob der Sommernachtstraum vor oder nach Romeo und Julia entstand. Einigkeit herrscht aber darüber, dass Shakespeare an beiden Stücken ungefähr zur gleichen Zeit gearbeitet hat.

### Zusammenfassende Würdigung der Indizien zur Datierung
Die Kommentatoren der Referenzausgaben geben als Abfassungszeitraum einheitlich 1595–1596 an. Die deutschsprachigen Autoren übergeordneter wissenschaftlicher Sekundärliteratur geben ebenfalls 1595/96 an. Die Autoren der Oxford Shakespeare Gesamtausgabe neigen eher zu der etwas früheren Abfassungszeit zwischen 1594 und 1595 (kurz vor oder kurz nach Romeo und Julia), die des Oxford Companion geben 1595 an (kurz nach Romeo und Julia.).

## Aufführungsgeschichte

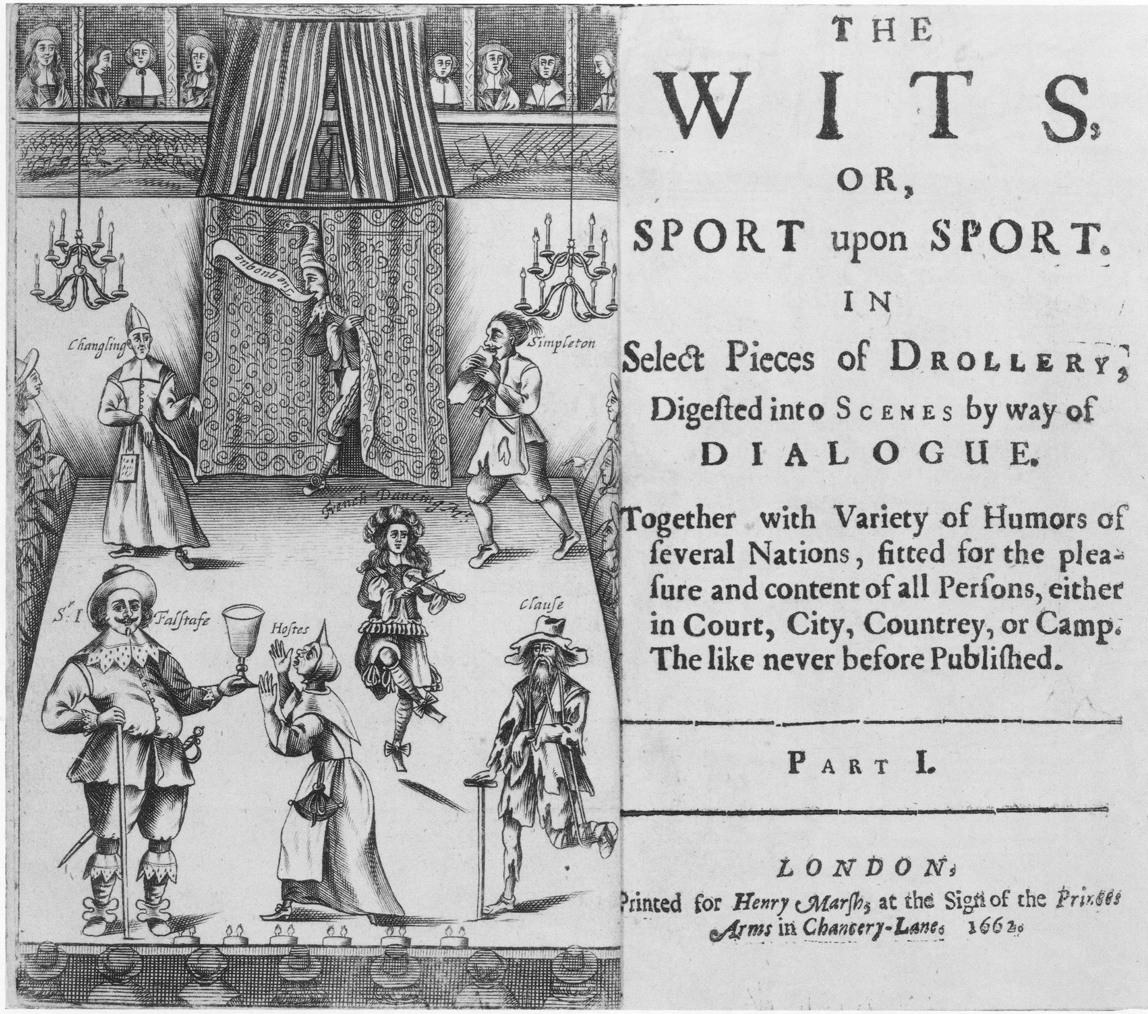
Henry Marsh: The Wits. (1662).

Das Stück wurde mit großer Wahrscheinlichkeit zu Shakespeares Lebzeiten aufgeführt. Francis Meres erwähnt es 1598 in seiner Liste der ihm bekannten Shakespeare-Stücke. Vermutlich kannte er eine Aufführung. Auf der Titelseite des ersten Quarto heißt es „As it hath been sundry times publickely acted“, was mehrfache Aufführungen vor dem Erstpublikationsdatum hoch wahrscheinlich macht.

### 17. Jahrhundert

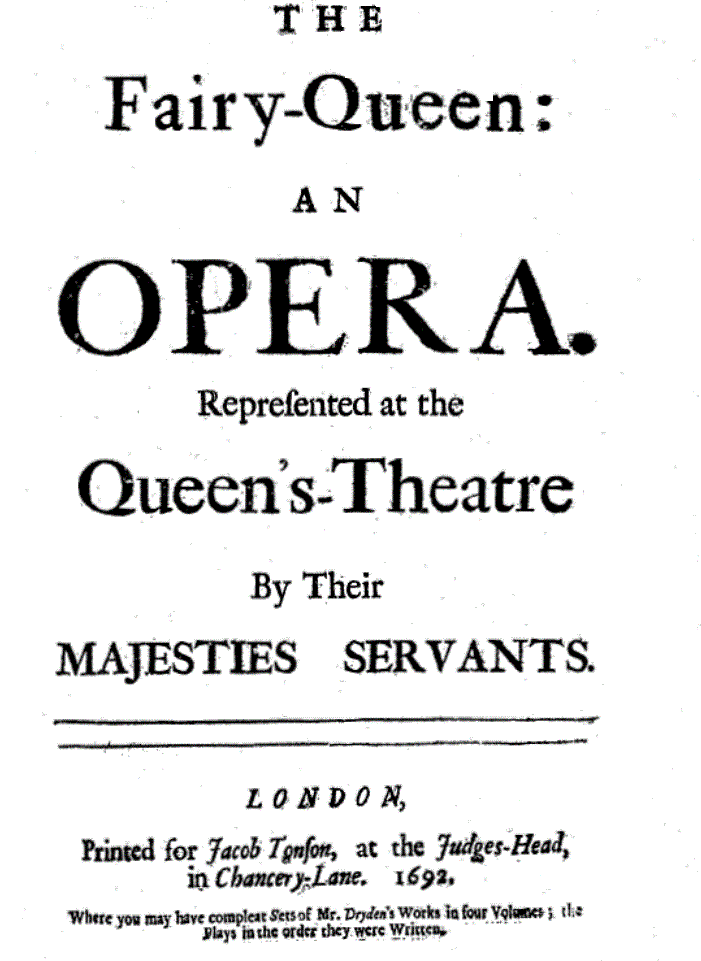
The Fairy-Queen. Titelseite des Libretto der Oper (1692).

Der englische Diplomat und Secretary of State Dudley Carleton gehört zu den Briefpartnern von John Chamberlain, einem bekannten Briefschreiber der elisabethanischen Zeit, der mit zahlreichen bedeutenden Persönlichkeiten korrespondierte. In einem Brief vom 15. Januar 1604 an Chamberlain berichtet er von einem „play of Robin goode-fellow“. Dieser Hinweis wird von Gelehrten üblicherweise so interpretiert, dass es sich dabei um den Sommernachtstraum handelt und das Stück am Hof aufgeführt wurde. Eindeutig durch Aufzeichnungen belegt ist eine Aufführung des Werkes im Hampton Court Palace am 17. Oktober 1630, die vermutlich in dem großen Bankettsaal stattfand.
Im Jahr 1661 wird ein Schwank (engl. Droll) von Robert Cox mit dem Titel The Merry Conceited Humours of Bottom the Weaver veröffentlicht. Das Stück erschien zuerst als Einzelausgabe und dann als Teil einer Sammlung. Cox war ein im 17. Jahrhundert in England sehr bekannter Schauspieler und Verfasser von kurzen lustigen Theaterstücken. Der Stationer Henry Marsh veröffentlichte 1662 eine Sammlung seiner Drolls. Nach Marshs Tod hat der Herausgeber Francis Kirkman diese Sammlung 1673 erweitert unter dem Titel The Wits, or Sport for Sport herausgegeben. Kirkman erklärte, dass die in The Wits enthaltenen Schwänke von Cox für Aufführungen im Red Bull Theatre geschrieben wurden. In dieser Sammlung ist auch Cox’ Stück von Bottem the Weaver enthalten und mit dem Hinweis versehen: „Sundry times Acted In Publique and Private“. Dies belegt die Popularität von Shakespeares Stück.
Am 29. September 1662 sah Samuel Pepys eine Aufführung von Ein Sommernachtstraum. Er notierte in seinem Tagebuch, es sei „the most insipid ridiculous play that ever I saw in my life“ (das dümmste und lächerlichste Stück, das ich in meinem Leben gesehen habe.). Pepys’ Reaktion auf die von ihm gesehene Aufführung des Werkes spiegelt den damaligen Zeitgeschmack, der durch die aus Frankreich übernommenen Vorstellungen des Neoklassizismus mit einem vorgeblich aus der Antike stammenden starren Regelwerk von poetischen Doktrinen für Autoren und Dramatiker geprägt war. In der Folge verschwand Shakespeares Komödie etwa 30 Jahre lang aus dem Repertoire der englischen Bühnen und wurde anschließend für eine lange Zeit bevorzugt in verkürzten Adaptionen aufgeführt. Den Anfang machte im 17. Jahrhundert Henry Purcells Oper The Fairy-Queen. Das Stück wurde in der Bearbeitung von Thomas Betterton am 2. Mai 1692 uraufgeführt.

### 18. Jahrhundert
Die nächsten ca. 100 Jahre Aufführungspraxis des Sommernachtstraums sind unter dem ästhetischen Maßstab der klassisch-antiken Regeln von Aristoteles und Horaz bestimmt durch eine kritische Sicht der nicht strikt eingehaltenen Vorgabe einer Handlungseinheit. Die Lösung dieser Problematik wurde in stark verkürzenden Adaptionen (cherrypicking) im Stile Purcells bzw. in Umgestaltungen mit einer Auswahl und Reduzierung auf die einzelnen Handlungsebenen gesucht. Das bekannteste Beispiel ist David Garricks The Fairies aus dem Jahr 1755. Das Werk wurde anonym aufgeführt und erlebte elf Darbietungen. Der Komponist der Musik war der Händel-Schüler  John Christopher Smith. Garrick kürzte für das Libretto den Text um dreiviertel des Umfanges von Shakespeares Stück. Horace Walpole schrieb dazu eine vernichtende Kritik. Im Jahr 1763 verfasste George Colman in Zusammenarbeit mit Garrick eine Adaption unter dem Titel A Fairy Tale, deren Aufführung war ein Debakel.
Während sich die oben genannten Adaptionen auf die Handlungen um die Feenwelt konzentrieren, gibt es eine Reihe von Werken, in denen die Geschichte der Handwerker umgearbeitet wurde. Zu ihnen zählt Johann Friedrich Lampes satirische Oper Pyramus and Thisbe von 1745.

### 19. Jahrhundert
Anfang des 19. Jahrhunderts wurde in England die Tradition musikalischer Adaptionen mit  Frederick Reynolds Werken fortgesetzt. Er schuf beginnend mit dem Sommernachtstraum 1816 eine Reihe von Adaptionen. Der Komponist Henry Rowley Bishop schrieb die Musik. Mit Reynolds Werk beginnt eine Reihe von immer spektakuläreren Inszenierungen des Werkes in antiquiertem Stil, unter Verwendung zeitgenössischer Musik und opulenter Ballettszenen. Die Höhepunkte dieser Inszenierungsmode waren die überaus erfolgreichen Aufführungen von Charles Kean 1856 und Herbert Beerbohm Tree im Jahr 1900. Kean brachte angeblich zum Finale über 90 Balletttänzerinnen auf die Bühne. Bei der Broadway-Produktion des Sommernachtstraums von  Augustine Daly 1888 wurde ein Vergnügungs-Kahn auf die Bühne gebracht. Frank Benson beschäftigte im folgenden Jahr für Bottoms Verwandlung zwei Dutzend Tänzerinnen, Beerbohm Tree brachte lebende Hasen auf die Bühne und Max Reinhardt platzierte 1905 bei einer Aufführung in Berlin echte Bäume im Theater.
Die deutsche Erstaufführung wurde 1843 von Ludwig Tieck als ein romantisch-poetisches Märchenspiel inszeniert und durch die Bühnenmusik von Felix Mendelssohn Bartholdy komplettiert. Max Reinhardt betonte demgegenüber in seinen Theaterinszenierungen von 1905 an bis zu seiner ersten Werkverfilmung von 1935 mehrfach seine antiromantische Sichtweise und Deutung des Stückes.
Nach der langsam einsetzenden Kritik an der Inszenierungspraxis vor allem des 18. Jahrhunderts beispielsweise durch William Hazlitt in England oder Theodor Fontane in Deutschland wurde mit zeitlichem Verzug erst im November 1840 durch eine Aufführung des Midsummer Night’s Dream am Covent Garden in der Fassung J. R. Planchés, die den shakespeareschen Originaltext einschließlich seines Endes beibehielt und einzig um 400 Zeilen verkürzte, eine grundlegende Wende in der Inszenierungsgeschichte eingeleitet. Diese Version war erstmals nach der Renaissance um eine Umsetzung der „organischen Einheit“ der Komödie Shakespeares in ihrer Gesamtheit bemüht.

### 20. Jahrhundert

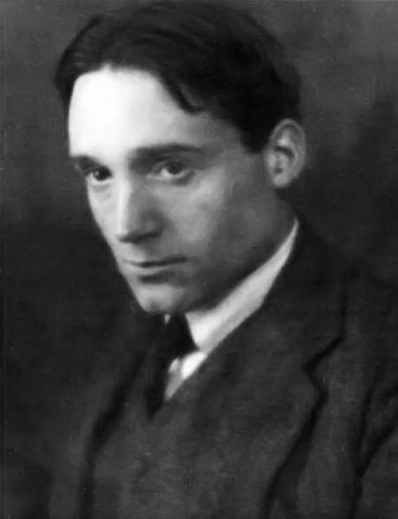
H. Granville Barker, 1906. Foto von Alvin Langdon Coburn.

Die spektakulären Aufführungen waren teilweise außerordentliche kommerzielle Erfolge, so wurden für Beerbohm Trees Inszenierung über 220.000 Karten verkauft. Es gab auch schon bald eine Gegenbewegung. Während in Deutschland Tieck schon 1843 eine authentische Inszenierung schuf, verwendete Harley Granville-Barker im Jahr 1914 im Savoy Theatre in London den kompletten Text in einer ungekürzten Aufführung. Es gab kein Ballett und ein Kritiker bemerkte, die erwachsenen Darsteller der Elfen erinnerten an kambodschanische Tänzerinnen und bewegten sich wie Nijinski. Die Kritik war überwiegend ablehnend, sodass bedeutende weitere Inszenierungen konventionell ausfielen. Zu ihnen zählen vor allem die Produktion von  William Bridges-Adams von 1932 und Tyrone Guthries „viktorianische“ Inszenierung mit Vivien Leigh als Titania von 1937.
Bedeutende Inszenierungen auf der deutschen Bühne, denen die antiromantische Sichtweise des Stückes von Max Reinhardt zugrunde lag, entstanden 1940 unter der Regie von Otto Falckenberg und 1952 unter der Regie von Gustav Rudolf Sellner mit der Bühnenmusik von Carl Orff. Reinhard inszenierte selber über ein Dutzend verschiedene Aufführungen des Werkes.
In der zweiten Hälfte des 20. Jahrhunderts prägten danach insbesondere drei Produktionen den Inszenierungsstil. 1954 leitete George Devine die erste unkonventionelle Darstellung in der zweiten Jahrhunderthälfte. Peter Halls Produktion von 1959 in Stratford bereitete dann die höchst kontroverse Inszenierung von Peter Brook aus dem Jahr 1970 (ebenfalls in Stratford) vor.
Brooks anfangs umjubelte und erst später zunehmend kritisch gesehene Inszenierung stand unter dem starken Einfluss der antipastoralen Neu- oder Uminterpretation des Sommernachtstraum durch den polnischen Literaturkritiker und Literaturwissenschaftler Jan Kott, der dieses Werk Shakespeares zuvor als eine Geschichte von „animalischer und gewaltsamer Sexualität“ gedeutet hatte: Shakespeares Bestiarium sei nicht romantisch, sondern ekelerregend: Es würde später in ähnlicher Form in Francisco Goyas Caprichos und in den Lehrbüchern der Psychoanalyse wieder auftauchen.
In seiner Inszenierung, die die nachfolgende Aufführungspraxis für längere Zeit maßgeblich prägte und deren Auswirkungen auch heute noch spürbar sind, ebnete Brooks die beträchtlichen Unterschiede sowohl zwischen den Figurengruppen wie auch den Schauplätzen stark ein und zog Theseus und Oberon sowie Hippolyta und Titania zu jeweils einer Figur zusammen. Während in der vorangegangenen Aufführungspraxis den eigentlichen Textproportionen im Werk entsprechend üblicherweise die Feenwelt einerseits und die Welt der Liebenden und der Handwerker andererseits im Mittelpunkt des Interesses standen, verlagerte Brook so den Fokus seiner Inszenierung drastisch im Sinne Kotts auf Oberon und Theseus, um deren herrscherliche Gewalt zu akzentuieren, allerdings weniger unter dem Gesichtspunkt der Machtausübung, sondern eher unter dem ihrer psychischen Befindlichkeiten. Gemäß seinem Verständnis der Neuinterpretation des Werkes durch Kott inszenierte Brooks das nächtliche Geschehen im Wald zugleich als ein Durchspielen der vorehelichen Fantasien des Athener Herrscherpaares.
Auch jüngere deutsche Theateraufführungen, wie beispielsweise die Inszenierungen 1978 von Dieter Dorn  oder 1992 von Leander Haußmann, waren stark geprägt durch das Vorbild Peter Brooks. In aktuelleren deutschsprachigen Bühnendarbietungen zeichnet sich als Tendenz darüber hinaus eine multikulturelle Aufführungspraxis ab, so erstmals 1992 unter der Regie von Robert Lepage oder viel beachtet 1995 unter der Regie von Karin Beier.
Beyer griff auf ein 14-köpfiges Ensemble mit neun unterschiedlichen Muttersprachen zurück, in denen sie die Darsteller und Darstellerinnen die jeweiligen Dialogpassagen in ihrer eigenen Muttersprache sprechen ließ, um durch die so entstehende „babylonische Sprachverwirrung“ die kognitive und emotionale Verwirrtheit der dramatischen Figuren auch sprachlich zum Ausdruck zu bringen und derart nicht nur die komischen Momente einer Komödie zur Wirkung zu bringen, sondern auch dem besonderen „Geist“ dieses spezifischen shakespeareschen Werkes angemessen Geltung zu verschaffen.
Beyers experimentelle Hinwendung zu einem „europäischen“ Shakespeare als Teil einer gemeinsamen Kultur mit zahlreichen verbindenden Elementen regte nicht nur dazu an, die Nationalismen in den europäischen Shakespeare-Produktionen aufzubrechen, sondern leitete trotz der laut werdenden Kritik an der „Abdankung der Sprache als Verständigungsmittel“ einen grundlegenden Paradigmenwechsel in der modernen Aufführungspraxis des Sommernachtstraums auf deutschen Bühnen ein. In dem Bemühen um eine Entgrenzung oder Enthemmung des Werkes folgten bis in die Gegenwart hinein eine Vielzahl von Aufführungen mit intendiertem starken Provokationsgehalt und einem eindeutigen Bruch mit traditionellen, eher naturalistischen Regiekonzepten.
Die unzähligen Aufführungen des Werkes nicht nur auf englischen oder europäischen Bühnen seit dem ausgehenden 20. Jahrhundert belegen jedoch bei aller Diversität die anhaltende, nach wie vor ungebrochene Popularität und Faszinationskraft des Werkes beim Publikum bis zum gegenwärtigen Zeitraum.

## Adaptionen
Ein Sommernachtstraum wurde oft als Ballett adaptiert. Das Stück lieferte die Vorlage für verschiedene musiktheatrale Werke, so für die Semi-Opera The Fairy Queen (1692) von Henry Purcell und die Oper A Midsummer Night’s Dream (1960) von Benjamin Britten. Sehr bekannt wurde die Schauspielmusik von Felix Mendelssohn Bartholdy, nach deren Ächtung in Deutschland 1933–1945 die Schauspielmusik von Carl Orff. Weitere Sommernachtstraum-Bühnenmusiken gibt es von Georges Auric, Guy Bovet, Philip Glass, Jacques Ibert, Bernhard Klein, Ernst Krenek, Rainer Kunad, Stanisław Moniuszko, Astor Piazzolla, Ernst Roters, Erik Satie (auf dessen Grundlage eine Adaption von Darius Milhaud), Romuald Twardowski und Hermann Zilcher; Franz Abt und Léon Minkus schrieben eine adaptierte Bühnenmusik auf Mendelssohns Vorlage. Die fünfbändige Reihe A Shakespeare Music Catalogue (1991) listet über 1700 Sommernachtstraum-Kompositionen auf (einzelne Lieder, größere Vokal-/Instrumentalwerke, Schauspielmusiken und Opern), davon alleine 250 Bearbeitungen der Mendelssohn-Bühnenmusik.
Als Musical mit deutschsprachigem Text von Heinz Rudolf Kunze und Musik von Heiner Lürig wurde Ein Sommernachtstraum 2003–2006 sowie 2010–2014 in Hannover-Herrenhausen aufgeführt. Eine Aufführung des Musicals von Kunze und Lürig gab es im Sommer 2018 an der Württembergischen Landesbühne Esslingen.
Für diese Adaption als Musical wurde der Originaltext maßgeblich von Kunze stark umgearbeitet und neu gefasst mit modernen Formulierungen sowie zahlreichen Liedeinlagen, die teilweise auf älteren Kunze-Stücken beruhten. Ein Großteil der lyrischen Passagen des ursprünglichen Textes fiel dabei der Umgestaltung zum Opfer; die wechselnden Handlungstempi des shakespeareschen Originals wurden in ein durchgängig sehr schnelles Tempo geändert. Bei der Uraufführung wurde die musikalische Neufassung von Kunze und Lürig vom Publikum begeistert aufgenommen, so dass das Musical nach der äußerst erfolgreichen Saison 2003 auch bei den Festspielen in den Herrenhäuser Gärten erneut in das Programm aufgenommen wurde.
Moderne Autoren haben sich ebenfalls auf den Sommernachtstraum bezogen; so beschwor beispielsweise Botho Strauß 1983/1984 in seinen Schauspiel Der Park nach Shakespeares Ein Sommernachtstraum ebenfalls den heutigen Geist des Werks. Der 1992 veröffentlichte Roman Lords und Ladies von Terry Pratchett ist in weiten Teilen eine Parodie des Werkes.

## Verfilmungen
Zu den bekanntesten Verfilmungen gehört Ein Sommernachtstraum unter der Regie von William Dieterle und Max Reinhardt aus dem Jahr 1935, der unter anderem mit James Cagney, Ian Hunter, Joe E. Brown, Mickey Rooney und Olivia de Havilland in ihrem Filmdebüt besetzt wurde. Der Film erhielt zwei Oscars. 1968 verfilmte Peter Hall das Stück u. a. mit Judi Dench, Helen Mirren, Diana Rigg und Ian Richardson. 1996 produzierte der englische Theaterregisseur Adrian Noble, der ebenso wie Hall lange Zeit als künstlerischer Leiter der Royal Shakespeare Company tätig war, eine innovative Filmversion des Sommernachtstraums, in dem die Handlung als fantastischer Traum eines Jungen dargestellt wird. Titania ist eine Marionette aus seinem Puppentheater; die Elfen erscheinen in den Seifenblasen, die er macht. Als eine neuere Version erschien der Film Ein Sommernachtstraum (1999) in der Regie von Michael Hoffman. Mit seiner Filmadaption A Midsummer Night’s Sex Comedy versuchte auch der amerikanische Regisseur Woody Allen 1982 eine Übertragung des shakespeareschen Stoffes in die Gegenwart.

## Textausgaben
Englisch
- Charlton Hinman, Peter W. M. Blayney (Hrsg.): The Norton Faksimile. The First Folio of Shakespeare. Based on the Folios in the Folger Library Collection. 2. Auflage. W.W. Norton, New York 1996, ISBN 0-393-03985-4
- John Jowett, William Montgomery, Gary Taylor, Stanley Wells (Hrsg.): The Oxford Shakespeare. The Complete Works. 2. Auflage. Oxford University Press, Oxford 2005, ISBN 978-0-19-926718-7
- Harold F. Brooks (Hrsg.): William Shakespeare: A Midsummer Night’s Dream. The Arden Shakespeare. Second Series. Bloomsbury, London 1979, ISBN 978-1-903436-60-8
- Sukanta Chauduri (Hrsg.): William Shakespeare: A Midsummer Night’s Dream. The Arden Shakespeare. Third Series. Bloomsbury, London 2017, ISBN 978-1-4081-3349-1
- Reginald A. Foakes (Hrsg.): William Shakespeare: A Midsummer Night’s Dream. The New Cambridge Shakespeare. Cambridge University Press, Cambridge 1984, Neuauflage 2003, ISBN 978-0-521-53247-1
- Peter Holland (Hrsg.): William Shakespeare: A Midsummer Night’s Dream. The Oxford Shakespeare. Oxford University Press, Oxford 1994, ISBN 978-0-19-953586-6
- Barbara Mowat, Paul Werstine (Hrsg.): William Shakespeare: A Midsummer Night’s Dream. Folger Shakespeare Library. Simon & Schuster, New York 1993, ISBN 978-0-7434-8281-3
- Wolfgang Clemen (Hrsg.): William Shakespeare: A Midsummer Night’s Dream. With new and Updated Critical Essays and a Revised Bibliography. Signet Classics, 2. rev. Auflage New York 1998, ISBN 0-451-52696-1.
- Jonathan Bate, Eric Rasmussen (Hrsg.): William Shakespeare: A Midsummer Night’s Dream. The RSC Shakespeare. Macmillan, Houndmills 2008, ISBN 978-0-230-21789-8

Englisch und deutsch
- Norbert Greiner (Hrsg.): William Shakespeare: A Midsummer Night’s Dream. Ein Sommernachtstraum. Englisch-deutsche Studienausgabe. Deutsche Prosafassung und Anmerkungen von Werner Habicht; Einleitung und Kommentar von Norbert Greiner. Stauffenburg Verlag. Tübingen 2024. ISBN 978-3-95809-103-0
- William Shakespeare: Ein Sommernachtstraum. Zweisprachige Ausgabe. Deutsch von Frank Günther. 10. Auflage. Deutscher Taschenbuch Verlag, München 2009, ISBN 978-3-423-12480-5
- William Shakespeare. Sämtliche Werke. Englisch-Deutsch. Zweitausendeins, Frankfurt 2010, ISBN 978-3-86150-838-0
- Wolfgang Franke (Hrsg.): William Shakespeare: A Midsummer Night’s Dream. Ein Sommernachtstraum. Englisch/Deutsch. Reclam, Stuttgart 2012, ISBN 978-3-15-009755-7

## Belege
Anmerkung zur Zitierweise der verwendeten Literatur.
Aufgrund der Abweichungen zwischen Folio- und Quartobasierten Ausgaben und um Vergleiche mit wissenschaftlichen Textausgaben zu ermöglichen, wird der Text von Shakespeares „Sommernachtstraum“ nach der kommentierten zweisprachigen Ausgabe von Frank Günther und ggf. parallel dazu nach der Ausgabe der Oxford Shakespeare-Reihe in der Edition von Peter Holland mit zitiert. In Einzelfällen wird außerdem die Gesamtausgabe The Oxford Shakespeare angegeben, die auf der Folio-Version beruht. Die Inhaltsangabe (Synopse) bezieht sich auf: Michael Dobson and Stanley Wells: The Oxford Companion to Shakespeare. Die Zahlenangabe „I, 1, 118“ bedeutet: 1. Akt, 1. Szene, Zeile 118.
1. ↑  Ina Schabert (Hrsg.): Shakespeare Handbuch. Kröner, Stuttgart 2009. S. 824 f.
2. ↑  Ina Schabert (Hrsg.): Shakespeare Handbuch. Kröner, Stuttgart 2009. S. 828–831.
3. ↑  William Shakespeare: Ein Sommernachtstraum. Deutsch von Frank Günther, 10. Auflage, München 2009. S. 6 f.
4. ↑  William Shakespeare: Ein Sommernachtstraum. Deutsch von Frank Günther, 10. Auflage, München 2009. I, 1, 1–251. Peter Holland (Hrsg.): William Shakespeare: A Midsummer Night’s Dream. The Oxford Shakespeare. Oxford University Press, Oxford 1994 I, 1, 1–251.
5. ↑  William Shakespeare: Ein Sommernachtstraum. Deutsch von Frank Günther, 10. Auflage, München 2009. I, 1, 1–19.
6. ↑  William Shakespeare: Ein Sommernachtstraum. Deutsch von Frank Günther, 10. Auflage, München 2009. I, 1, 22–45.
7. ↑  William Shakespeare: Ein Sommernachtstraum. Deutsch von Frank Günther, 10. Auflage, München 2009. I, 1, 47.
8. ↑  William Shakespeare: Ein Sommernachtstraum. Deutsch von Frank Günther, 10. Auflage, München 2009. I, 1, 83–90.
9. ↑  William Shakespeare: Ein Sommernachtstraum. Deutsch von Frank Günther, 10. Auflage, München 2009. I, 1, 123–126.
10. ↑  William Shakespeare: Ein Sommernachtstraum. Deutsch von Frank Günther, 10. Auflage, München 2009. I, 1, 156–168.
11. ↑  William Shakespeare: Ein Sommernachtstraum. Deutsch von Frank Günther, 10. Auflage, München 2009. I, 1, 202 f.
12. ↑  William Shakespeare: Ein Sommernachtstraum. Deutsch von Frank Günther, 10. Auflage, München 2009. I, 1, 214–223.
13. ↑  William Shakespeare: Ein Sommernachtstraum. Deutsch von Frank Günther, 10. Auflage, München 2009. I, 1, 246.
14. ↑  William Shakespeare: Ein Sommernachtstraum. Deutsch von Frank Günther, 10. Auflage, München 2009. I, 2, 1–101. Peter Holland (Hrsg.): William Shakespeare: A Midsummer Night’s Dream. The Oxford Shakespeare. Oxford University Press, Oxford 1994 I, 2, 1–100.
15. ↑  William Shakespeare: Ein Sommernachtstraum. Deutsch von Frank Günther, 10. Auflage, München 2009. I, 2, 11 f.
16. ↑  William Shakespeare: Ein Sommernachtstraum. Deutsch von Frank Günther, 10. Auflage, München 2009. I, 2, 6: „Here is the scroll of every man’s name …“.
17. ↑  William Shakespeare: Ein Sommernachtstraum. Deutsch von Frank Günther, 10. Auflage, München 2009. I, 2, 52–59.
18. ↑  William Shakespeare: Ein Sommernachtstraum. Deutsch von Frank Günther, 10. Auflage, München 2009. I, 2, 89–101.
19. ↑  William Shakespeare: Ein Sommernachtstraum. Deutsch von Frank Günther, 10. Auflage, München 2009. II, 1, 1–268. Peter Holland (Hrsg.): William Shakespeare: A Midsummer Night’s Dream. The Oxford Shakespeare. Oxford University Press, Oxford 1994 II, 1, 1–268.
20. ↑  William Shakespeare: Ein Sommernachtstraum. Deutsch von Frank Günther, 10. Auflage, München 2009. II, 1, 1–59.
21. ↑  William Shakespeare: Ein Sommernachtstraum. Deutsch von Frank Günther, 10. Auflage, München 2009. II, 1, 45–50.
22. ↑  William Shakespeare: Ein Sommernachtstraum. Deutsch von Frank Günther, 10. Auflage, München 2009. II, 1, 21 f.
23. ↑  William Shakespeare: Ein Sommernachtstraum. Deutsch von Frank Günther, 10. Auflage, München 2009. II, 1, 60–63.
24. ↑  William Shakespeare: Ein Sommernachtstraum. Deutsch von Frank Günther, 10. Auflage, München 2009. II, 1, 60–80.
25. ↑  William Shakespeare: Ein Sommernachtstraum. Deutsch von Frank Günther, 10. Auflage, München 2009. II, 1, 81–117.
26. ↑  William Shakespeare: Ein Sommernachtstraum. Deutsch von Frank Günther, 10. Auflage, München 2009. II, 1, 122–145.
27. ↑  William Shakespeare: Ein Sommernachtstraum. Deutsch von Frank Günther, 10. Auflage, München 2009. II, 1, 146–187.
28. ↑  William Shakespeare: Ein Sommernachtstraum. Deutsch von Frank Günther, 10. Auflage, München 2009. II, 1, 188–244.
29. ↑  William Shakespeare: Ein Sommernachtstraum. Deutsch von Frank Günther, 10. Auflage, München 2009. II, 1, 205.
30. ↑  William Shakespeare: Ein Sommernachtstraum. Deutsch von Frank Günther, 10. Auflage, München 2009. II, 1, 21.
31. ↑  William Shakespeare: Ein Sommernachtstraum. Deutsch von Frank Günther, 10. Auflage, München 2009. II, 1, 260–266.
32. ↑  William Shakespeare: Ein Sommernachtstraum. Deutsch von Frank Günther, 10. Auflage, München 2009. I, 2, 1–162. Peter Holland (Hrsg.): William Shakespeare: A Midsummer Night’s Dream. The Oxford Shakespeare. Oxford University Press, Oxford 1994 II, 2, 1–162.
33. ↑  William Shakespeare: Ein Sommernachtstraum. Deutsch von Frank Günther, 10. Auflage, München 2009. II, 2, 1–32.
34. ↑  William Shakespeare: Ein Sommernachtstraum. Deutsch von Frank Günther, 10. Auflage, München 2009. II, 2, 33–40.
35. ↑  William Shakespeare: Ein Sommernachtstraum. Deutsch von Frank Günther, 10. Auflage, München 2009. II, 2, 41 f.
36. ↑  William Shakespeare: Ein Sommernachtstraum. Deutsch von Frank Günther, 10. Auflage, München 2009. II, 2, 59–67.
37. ↑  William Shakespeare: Ein Sommernachtstraum. Deutsch von Frank Günther, 10. Auflage, München 2009. II, 2, 72–89.
38. ↑  William Shakespeare: Ein Sommernachtstraum. Deutsch von Frank Günther, 10. Auflage, München 2009. II, 2, 90–150.
39. ↑  William Shakespeare: Ein Sommernachtstraum. Deutsch von Frank Günther, 10. Auflage, München 2009. II, 2, 151–162.
40. ↑  William Shakespeare: Ein Sommernachtstraum. Deutsch von Frank Günther, 10. Auflage, München 2009. III, 1, 1–188. Peter Holland (Hrsg.): William Shakespeare: A Midsummer Night’s Dream. The Oxford Shakespeare. Oxford University Press, Oxford 1994 III, 1, 1–191.
41. ↑  William Shakespeare: Ein Sommernachtstraum. Deutsch von Frank Günther, 10. Auflage, München 2009. III, 1, 13.
42. ↑  William Shakespeare: Ein Sommernachtstraum. Deutsch von Frank Günther, 10. Auflage, München 2009. III, 1, 28.
43. ↑  William Shakespeare: Ein Sommernachtstraum. Deutsch von Frank Günther, 10. Auflage, München 2009. III, 1, 37.
44. ↑  William Shakespeare: Ein Sommernachtstraum. Deutsch von Frank Günther, 10. Auflage, München 2009. III, 1, 43–65.
45. ↑  William Shakespeare: Ein Sommernachtstraum. Deutsch von Frank Günther, 10. Auflage, München 2009. III, 1, 110.
46. ↑  William Shakespeare: Ein Sommernachtstraum. Deutsch von Frank Günther, 10. Auflage, München 2009. III, 1, 119 und 127–131.
47. ↑  William Shakespeare: Ein Sommernachtstraum. Deutsch von Frank Günther, 10. Auflage, München 2009. III, 1, 140 und 152.
48. ↑  William Shakespeare: Ein Sommernachtstraum. Deutsch von Frank Günther, 10. Auflage, München 2009. III, 2, 1–463. Peter Holland (Hrsg.): William Shakespeare: A Midsummer Night’s Dream. The Oxford Shakespeare. Oxford University Press, Oxford 1994 III, 2, 464. Michael Dobson, Stanley Wells (Hrsg.): The Oxford Companion to Shakespeare. Oxford University Press, Oxford 2001. III, 2, 1–414. III, 3, 1–48.
49. ↑  William Shakespeare: Ein Sommernachtstraum. Deutsch von Frank Günther, 10. Auflage, München 2009. III, 2, 6.
50. ↑  William Shakespeare: Ein Sommernachtstraum. Deutsch von Frank Günther, 10. Auflage, München 2009. III, 2, 42.
51. ↑  William Shakespeare: Ein Sommernachtstraum. Deutsch von Frank Günther, 10. Auflage, München 2009. III, 2, 118 f.
52. ↑  William Shakespeare: Ein Sommernachtstraum. Deutsch von Frank Günther, 10. Auflage, München 2009. III, 2, 43–87.
53. ↑  William Shakespeare: Ein Sommernachtstraum. Deutsch von Frank Günther, 10. Auflage, München 2009. III, 2, 88–101.
54. ↑  William Shakespeare: Ein Sommernachtstraum. Deutsch von Frank Günther, 10. Auflage, München 2009. III, 2, 122–176.
55. ↑  William Shakespeare: Ein Sommernachtstraum. Deutsch von Frank Günther, 10. Auflage, München 2009. III, 2, 257–264.
56. ↑  William Shakespeare: Ein Sommernachtstraum. Deutsch von Frank Günther, 10. Auflage, München 2009. III, 2, 198–219.
57. ↑  William Shakespeare: Ein Sommernachtstraum. Deutsch von Frank Günther, 10. Auflage, München 2009. III, 2, 282–285.
58. ↑  William Shakespeare: Ein Sommernachtstraum. Deutsch von Frank Günther, 10. Auflage, München 2009. III, 2, 346; 484–452 und 463.
59. ↑  William Shakespeare: Ein Sommernachtstraum. Deutsch von Frank Günther, 10. Auflage, München 2009. IV, 1, 1–216. Peter Holland (Hrsg.): William Shakespeare: A Midsummer Night’s Dream. The Oxford Shakespeare. Oxford University Press, Oxford 1994 IV, 1, 1–215.
60. ↑  William Shakespeare: Ein Sommernachtstraum. Deutsch von Frank Günther, 10. Auflage, München 2009. IV, 1, 1–44. Peter Holland (Hrsg.): William Shakespeare: A Midsummer Night’s Dream. The Oxford Shakespeare. Oxford University Press, Oxford 1994 IV, 1, 1–44.
61. ↑  William Shakespeare: Ein Sommernachtstraum. Deutsch von Frank Günther, 10. Auflage, München 2009. IV, 1, 61 f. Peter Holland (Hrsg.): William Shakespeare: A Midsummer Night’s Dream. The Oxford Shakespeare. Oxford University Press, Oxford 1994 IV, 1, 61 f. „Und weil das Kind nun mein ist, will ich ihr das ekle Zerrbild aus den Augen lösen.“
62. ↑  William Shakespeare: Ein Sommernachtstraum. Deutsch von Frank Günther, 10. Auflage, München 2009. IV, 1, 75–101. Peter Holland (Hrsg.): William Shakespeare: A Midsummer Night's Dream. The Oxford Shakespeare. Oxford University Press, Oxford 1994 IV, 1, 75–101.
63. ↑  William Shakespeare: Ein Sommernachtstraum. Deutsch von Frank Günther, 10. Auflage, München 2009. IV, 1, 102–126. Peter Holland (Hrsg.): William Shakespeare: A Midsummer Night’s Dream. The Oxford Shakespeare. Oxford University Press, Oxford 1994 IV, 1, 102–126.
64. ↑  William Shakespeare: Ein Sommernachtstraum. Deutsch von Frank Günther, 10. Auflage, München 2009. IV, 1, 176–185. Peter Holland (Hrsg.): William Shakespeare: A Midsummer Night’s Dream. The Oxford Shakespeare. Oxford University Press, Oxford 1994 IV, 1, 176–185.
65. ↑  William Shakespeare: Ein Sommernachtstraum. Deutsch von Frank Günther, 10. Auflage, München 2009. IV, 1, 199–216. Peter Holland (Hrsg.): William Shakespeare: A Midsummer Night’s Dream. The Oxford Shakespeare. Oxford University Press, Oxford 1994 IV, 1, 198–215.
66. ↑  William Shakespeare: Ein Sommernachtstraum. Deutsch von Frank Günther, 10. Auflage, München 2009. IV, 2, 1–40. Peter Holland (Hrsg.): William Shakespeare: A Midsummer Night’s Dream. The Oxford Shakespeare. Oxford University Press, Oxford 1994 IV, 2, 1–40.
67. ↑  William Shakespeare: Ein Sommernachtstraum. Deutsch von Frank Günther, 10. Auflage, München 2009. IV, 2, 1–22. Peter Holland (Hrsg.): William Shakespeare: A Midsummer Night’s Dream. The Oxford Shakespeare. Oxford University Press, Oxford 1994 IV, 2, 1–22.
68. ↑  William Shakespeare: Ein Sommernachtstraum. Deutsch von Frank Günther, 10. Auflage, München 2009. IV, 2, 30–40. Peter Holland (Hrsg.): William Shakespeare: A Midsummer Night’s Dream. The Oxford Shakespeare. Oxford University Press, Oxford 1994 IV, 2, 30–40.
69. ↑  William Shakespeare: Ein Sommernachtstraum. Deutsch von Frank Günther, 10. Auflage, München 2009. V, 1, 1–425. Peter Holland (Hrsg.): William Shakespeare: A Midsummer Night’s Dream. The Oxford Shakespeare. Oxford University Press, Oxford 1994 V, 1, 429.
70. ↑  William Shakespeare: Ein Sommernachtstraum. Deutsch von Frank Günther. 10. Auflage. München 2009. V, 1, 1–27. Peter Holland (Hrsg.): William Shakespeare: A Midsummer Night’s Dream. The Oxford Shakespeare. Oxford University Press, Oxford 1994 V, 1, 1–27.
71. ↑  William Shakespeare: Ein Sommernachtstraum. Deutsch von Frank Günther. 10. Auflage. München 2009. V, 1, 28–84. Peter Holland (Hrsg.): William Shakespeare: A Midsummer Night’s Dream. The Oxford Shakespeare. Oxford University Press, Oxford 1994 V, 1, 28–84.
72. ↑  William Shakespeare: Ein Sommernachtstraum. Deutsch von Frank Günther. 10. Auflage. München 2009. V, 1, 44–47.
73. ↑  William Shakespeare: Ein Sommernachtstraum. Deutsch von Frank Günther. 10. Auflage. München 2009. V, 1, 48–51.
74. ↑  William Shakespeare: Ein Sommernachtstraum. Deutsch von Frank Günther. 10. Auflage. München 2009. V, 1, 52–55.
75. ↑  William Shakespeare: Ein Sommernachtstraum. Deutsch von Frank Günther. 10. Auflage. München 2009. V, 1, 56–60.
76. ↑  William Shakespeare: Ein Sommernachtstraum. Deutsch von Frank Günther. 10. Auflage. München 2009. V, 1, 77–84.
77. ↑  William Shakespeare: Ein Sommernachtstraum. Deutsch von Frank Günther. 10. Auflage. München 2009. V, 1, 85–105.
78. ↑  William Shakespeare: Ein Sommernachtstraum. Deutsch von Frank Günther. 10. Auflage. München 2009. V, 1, 106 f.
79. ↑  William Shakespeare: Ein Sommernachtstraum. Deutsch von Frank Günther. 10. Auflage. München 2009. V, 1, 108–118.
80. ↑  William Shakespeare: Ein Sommernachtstraum. Deutsch von Frank Günther. 10. Auflage. München 2009. V, 1, 126–150.
81. ↑  William Shakespeare: Ein Sommernachtstraum. Deutsch von Frank Günther. 10. Auflage. München 2009. V, 1, 154–336.
82. ↑  William Shakespeare: Ein Sommernachtstraum. Deutsch von Frank Günther. 10. Auflage. München 2009. V, 1, 154–164.
83. ↑  William Shakespeare: Ein Sommernachtstraum. Deutsch von Frank Günther. 10. Auflage. München 2009. V, 1, 167–201.
84. ↑  William Shakespeare: Ein Sommernachtstraum. Deutsch von Frank Günther. 10. Auflage. München 2009. V, 1, 215–259.
85. ↑  William Shakespeare: Ein Sommernachtstraum. Deutsch von Frank Günther. 10. Auflage. München 2009. V, 1, 263–297.
86. ↑  William Shakespeare: Ein Sommernachtstraum. Deutsch von Frank Günther. 10. Auflage. München 2009. V, 1, 313–336.
87. ↑  William Shakespeare: Ein Sommernachtstraum. Deutsch von Frank Günther. 10. Auflage. München 2009. V, 1, 108–349. Peter Holland (Hrsg.): William Shakespeare: A Midsummer Night’s Dream. The Oxford Shakespeare. Oxford University Press, Oxford 1994 V, 1, 108–353.
88. ↑  William Shakespeare: Ein Sommernachtstraum. Deutsch von Frank Günther. 10. Auflage. München 2009. V, 1, 350–425. Peter Holland (Hrsg.): William Shakespeare: A Midsummer Night’s Dream. The Oxford Shakespeare. Oxford University Press, Oxford 1994 V, 1, 354–429.
89. ↑  Ina Schabert (Hrsg.): Shakespeare Handbuch. Kröner, Stuttgart 2009. S. 400 f. Siehe auch Wolfgang Clemen (Hrsg.): William Shakespeare: A Midsummer Night’s Dream. With new and Updated Critical Essays and a Revised Bibliography. Signet Classics, 2. rev. Auflage New York 1998, A Note on the Source of A Midsummer Night’s Dream, S. 89 ff.
90. ↑  Vgl. Jay L. Halio: A Midsummer Night’s Dream: A Guide to the Play. Greenwood Press London 2003, ISBN 0-313-32190-6, S. 19 f.
91. ↑  Vgl. Peter Holland (Hrsg.): William Shakespeare: A Midsummer Night’s Dream. The Oxford Shakespeare. Oxford University Press, Oxford 1994 S. 32. Siehe ebenfalls Günter Jürgensmeier (Hrsg.): Shakespeare und seine Welt. Galiani, Berlin 2016, ISBN 978-3-86971-118-8, S. 224, und Jay L. Halio: A Midsummer Night’s Dream: A Guide to the Play. Greenwood Press London 2003, ISBN 0-313-32190-6, S. 18 f. Frauke Reitemeier weist darüber hinaus im Hinblick auf die Elfen und ihre Magie auf Bezüge zu Reginald Scots The Discoverie of Witchcraft (1584) hin, das Shakespeare möglicherweise vertraut war. Siehe Frauke Reitemeier: A Midsummer Night’s Dream. Band 5 der von Sonja Fielitz hrsg. Reihe Shakespeare und kein Ende. Kamp Verlag, Bochum 2005, S. 168 ff.
92. ↑  Vgl. Jay L. Halio: A Midsummer Night’s Dream: A Guide to the Play. Greenwood Press London 2003, ISBN 0-313-32190-6, S. 18. Siehe zu dem intertextuellen Bezug auf Ovids Metamorphosen ferner Jonathan Bate: Shakespeare and Ovid. Clarendon Press, Oxford 2001 (Erstveröffentlichung 1993), ISBN 0-19-818324-0, S. 139−144. Bate sieht ähnlich wie Reitemeier in dem Spiel der Handwerker bei Shakespeare ebenfalls eine Verbindung des ovidschen Midas-Mythos mit dem damaligen Volksglauben, der vermutlich auf Reginald Scots Discoverie of Witchcraft (1584) fußte. Siehe ebenda S. 142. Vgl. zu den genannten Vorlagen und weiteren denkbaren Quellen oder Inspirationen für einzelne Textpassagen oder die Namen der dramatischen Figuren des Weiteren ebenso die ausführliche Darstellung bei Kenneth Muir: The Sources of Shakespeare’s Plays. Methuen, London 1977, ISBN 0-416-56280-9, S. 66−77.
93. ↑  Siehe Robert Weimann: Mythos und poetische Phantasie: Shakespeares «Sommernachtstraum» und «Sturm». In: Robert Weimann: Phantasie und Nachahmung. Drei Studien zum Verhältnis von Dichtung, Utopie und Mythos. Mitteldeutscher Verlag Halle (Saale) 1970, S. 68–90, hier S. 72.
94. ↑  Siehe Robert Weimann: Mythos und poetische Phantasie: Shakespeares «Sommernachtstraum» und «Sturm». In: Robert Weimann: Phantasie und Nachahmung. Drei Studien zum Verhältnis von Dichtung, Utopie und Mythos. Mitteldeutscher Verlag Halle (Saale) 1970, S. 68–90, hier S. 72−76 und 78 f. Weimann zufolge zeigt Shakespeare in der Übernahme der volkstümlichen mythischen Vorstellungen eine angemessene Distanz, die ihm einerseits eben noch die Wahrung der dichterischen Identifikation mit diesen vorhandenen Phantasien ermöglicht, andererseits aber seine Freiheit „des schöpferischen Umgangs mit dem Überlieferten“ sicherstellt (S. 78). Vgl. zu der Figur des Robin Goodfellow bzw. Puck auch die Ausführungen bei Norbert Greiner (Hrsg.): William Shakespeare: A Midsummer Night’s Dream. Ein Sommernachtstraum. Englisch-deutsche Studienausgabe. Deutsche Prosafassung und Anmerkungen von Werner Habicht; Einleitung und Kommentar von Norbert Greiner. Stauffenburg Verlag. Tübingen 2024, S. 23ff., 55, 61, 63, 65 und 67.
95. ↑  Siehe Marjorie Garber: Shakespeare after all. Anchor, New York 2005, S. 215 ff. Vgl. dazu auch detailliert die Ausführungen zum zeitgeschichtlichen Hintergrund und den weitergehenden Deutungsansatz von Louis Adrian Montrose: ‘A Midummer Night’s Dream’ and the Shaping Fantasies of Elizabethan Culture: Gender, Power, Form. In: Margaret W. Ferguson, Maureen Quilligan, Nancy J. Vickers (Hrsg.): Rewriting the Renaissance : the Discourses of Sexual Difference in Early Modern Europe.  University of Chicago Press, Chicago 1986, S. 65−87, bes. S. 70 ff und 77 ff. Vgl. zu den Anspielungen auf Elisabeth I. in Akt II, Szene I, Zeile 158ff. auch die Anmerkungen bei Peter Holland (Hrsg.): William Shakespeare: A Midsummer Night’s Dream. The Oxford Shakespeare. Oxford University Press, Oxford 1994, S. 163.
96. ↑  Siehe Thomas Kullmann: Liebe, Illusion und Ordnung der Natur: ‚A Midsummer Night’s Dream, The Winter’s Tale‘. In: Thomas Kullmann: William Shakespeare. Eine Einführung (= Grundlagen der Anglistik und Amerikanistik. Band 26). Schmidt, Berlin 2005, ISBN 3-503-07934-3, S. 103−114, hier S. 103 f. Vgl. zu der von Kuhlmann als Beleg für seine Lesart angegebenen Textstelle (II,1, Z. 22-27) auch die Anmerkung 9 von Werner Habicht in: Norbert Greiner (Hrsg.): William Shakespeare: A Midsummer Night’s Dream. Ein Sommernachtstraum. Englisch-deutsche Studienausgabe. Deutsche Prosafassung und Anmerkungen von Werner Habicht; Einleitung und Kommentar von Norbert Greiner. Stauffenburg Verlag. Tübingen 2024, S. 252, sowie den Verweis ebenda auf die vielbeachtete Inszenierung von Gustav Rudolf Sellner zu den Ruhr-Festspielen Recklinghausen, in der der eigentlich nur im Text erwähnte indische Junge mit „kindlich-erotisierten Zügen“  einen eigenen Bühnenauftritt hatte (S. 178). Gleichermaßen wird in dem Szenenkommentar der Studienausgabe auf Gabriel Rieger verwiesen, der in Z. 27 („crowns him with flowers ...“) eine „eindeutig erotische Beziehung“ sieht. Vgl. ebenda, S. 410, Anmerkung 94. Marjorie Garber betont, wie bereits oben dargestellt, die Ambiguität im dem Streit des Elfen-Herrscherpaares über den „changeling boy“, verweist aber im Weiteren ausdrücklich auf das zentrale Moment der „Begierde“ („emblem of desire“) im Kontext des basic pattern of erotic life. Siehe Marjorie Garber: Shakespeare after all. Anchor Books, New York 2004, S. 216 und 219ff. Im Gegensatz dazu sieht Sonja Fielitz das Verhältnis Titanias zu dem Indian boy als reine „Fürsorge“, da sie den Jungen nicht gestohlen, sondern nach dem Tod seiner leiblichen Mutter in ihre Obhut genommen habe. Siehe Sonja Fielitz: ‘A Midsummer Night’s Dream’ - Ein Essay. In: William Shakespeare: Ein Sommernachtstraum. Zweisprachige Ausgabe. Deutsch von Frank Günther. 10. Auflage. Deutscher Taschenbuch Verlag, München 2009, S. 186 f. Vgl. zur Rolle der Feen im Volksglauben und im Drama auch Frauke Reitemeier: A Midsummer Night’s Dream. Band 5 der von Sonja Fielitz hrsg. Reihe Shakespeare und kein Ende. Kamp Verlag, Bochum 2005, S. 70 ff. und 169. Siehe ferner zu dem Streit um den „hübschen Jungen“, den sowohl Titania als Oberon für ihren Dienst beanspruchen, Ulrich Suerbaum: Der Shakespeare-Führer. Reclam, Stuttgart 2006, 3. durchgesehene und ergänzte Auflage 2015, S. 110. Siehe des Weiteren zu der ambivalenten shakespeareschen (Um-)Gestaltung des gesamten Feenkomplexes auf Grundlage des traditionellen Volksglaubens und der antiken Mythologie die grundsätzlichen Ausführungen von Norbert Greiner in: Norbert Greiner (Hrsg.): William Shakespeare: A Midsummer Night’s Dream. Ein Sommernachtstraum. Englisch-deutsche Studienausgabe. Deutsche Prosafassung und Anmerkungen von Werner Habicht; Einleitung und Kommentar von Norbert Greiner. Stauffenburg Verlag. Tübingen 2024, S. 62-80, bes. S. 79f., sowie ergänzend unter Einbezug kolonialer Aspekte die weit ausholende Deutung von Louis Adrian Montrose: ‘A Midummer Night’s Dream’ and the Shaping Fantasies of Elizabethan Culture: Gender, Power, Form. In: Margaret W. Ferguson, Maureen Quilligan, Nancy J. Vickers (Hrsg.): Rewriting the Renaissance : the Discourses of Sexual Difference in Early Modern Europe.  University of Chicago Press, Chicago 1986, S. 65−87, hier bes. S. 74 ff. sowie S. 81−86. Grundsätzlich sieht Montrose in dem - im Originaltext allerdings nur erwähnten - „Wechselbalg-Plot“ die „embedded transformations of the male fantasies of motherhood that are figured in Amazonian myth“ (dtsch.: „eingebettete Transformationen der männlichen Fantasien der Mutterschaft, die im Amazonen-Mythos dargestellt werden“) (ebenda, S. 75).
97. ↑  Siehe Thomas Kullmann: Liebe, Illusion und Ordnung der Natur: ‚A Midsummer Night’s Dream, The Winter’s Tale‘. In: Thomas Kullmann: William Shakespeare. Eine Einführung (= Grundlagen der Anglistik und Amerikanistik. Band 26). Schmidt, Berlin 2005, ISBN 3-503-07934-3, S. 103−114, hier S. 104 ff. Vgl. zur Handlungsstruktur und Verknüpfung der verschiedenen Handlungsstränge durch das Eingreifen der Elfen auch detailliert Frauke Reitemeier: A Midsummer Night’s Dream. Band 5 der von Sonja Fielitz hrsg. Reihe Shakespeare und kein Ende. Kamp Verlag, Bochum 2005, S. 44 ff. Siehe ferner Manfred Pfister: A Midsummer Night's Dream (Ein Sommernachtstraum). In: Ina Schabert (Hrsg.): Shakespeare-Handbuch. Die Zeit, der Mensch, das Werk, die Nachwelt. 5., durchgesehene und ergänzte Auflage. Kröner, Stuttgart 2009, S. 403.
98. ↑  Vgl. dazu detailliert Margo Hendricks:‘Obscured by Dreams’: Race, Empire, and Shakespeare’s A Midsummer Night’s Dream.” Shakespeare Quarterly, Vol. 47, No. 1, 1996, S. 37–60, hier insbesondere S. 44-51. Online zugänglich bei Jstor . Abgerufen am 18. Februar 2025. Hendriks sieht ausgehend von diesem skizzierten real-historischen Hintergrund die Fokussierung auf die indische Provenienz des Jungen und insbesondere die figurative Beschwörung Indiens in der Charakterisierung der Elfenwelt als Ausdruck einer imaginären Wirklichkeit in dem Stück, die sich an frühen kolonialen Herrschaftsphantasien beteiligt und durch latenten Rassismus bzw. Erotizismus und Sexualität mit rassistischen Konnotation gekennzeichnet ist (vgl. ebenda insbesondere S. 43 und 51-56). Siehe dazu auch die Ausführungen in Norbert Greiner (Hrsg.): William Shakespeare: A Midsummer Night’s Dream. Ein Sommernachtstraum. Englisch-deutsche Studienausgabe. Deutsche Prosafassung und Anmerkungen von Werner Habicht; Einleitung und Kommentar von Norbert Greiner. Stauffenburg Verlag. Tübingen 2024. S. 37. Greiner verweist an dieser Stelle gleichermaßen auf den ähnlichen Deutungsansatz bei Ania Loomba: The Great Indian Vanishing Trick - Colonialism, Property, and the Family in ‘A Midsummer Night’s Dream’, veröffentlicht in Dympna Callaghan (Hrsg.): A Feminist Companion to Shakespeare.Blackwell Publishers, Malden  Mass. 2001 (Erstausgabe 2000), S. 163-187. Auch Loomba sieht laut Greiner im Sommernachtstraum „geschlechtsspezifische und kolonialistische Besitzsehnsüchten [sic] der Zeit angedeutet.“  Siehe Norbert Greiner (Hrsg.): William Shakespeare: A Midsummer Night’s Dream. Ein Sommernachtstraum. Englisch-deutsche Studienausgabe. Deutsche Prosafassung und Anmerkungen von Werner Habicht; Einleitung und Kommentar von Norbert Greiner. Stauffenburg Verlag. Tübingen 2024. S. 37. Vgl. ebenso zu dieser Thematik die Ausführungen von Sukanta Chauduri (Hrsg.): William Shakespeare: A Midsummer Night’s Dream. The Arden Shakespeare. Third Series. Bloomsbury, London 2017, Einleitung, S. 86 f.
99. ↑  Ovid Metamorphosen Buch IV
100. ↑  R. A. Foakes (Hrsg.): William Shakespeare: A Midsummer Night’s Dream. The New Cambridge Shakespeare. Cambridge University Press, Cambridge 2003. S. 7.
101. ↑  William Shakespeare: Ein Sommernachtstraum. Deutsch von Frank Günther, 10. Auflage, München 2009. V, 1, 141.
102. ↑  William Shakespeare: Ein Sommernachtstraum. Deutsch von Frank Günther, 10. Auflage, München 2009. V, 1, 156.
103. ↑  R. A. Foakes (Hrsg.): William Shakespeare: A Midsummer Night’s Dream. The New Cambridge Shakespeare. Cambridge University Press, Cambridge 2003. S. 10.
104. ↑  Vgl. Jay L. Halio: A Midsummer Night’s Dream: A Guide to the Play. Greenwood Press London 2003, ISBN 0-313-32190-6, S. 22 f.
105. ↑  Metamorphosen Buch 11, Nr. 2 Midas v. 179.
106. ↑  R. A. Foakes (Hrsg.): William Shakespeare: A Midsummer Night’s Dream. The New Cambridge Shakespeare. Cambridge University Press, Cambridge 2003. S. 5.
107. ↑  R. A. Foakes (Hrsg.): William Shakespeare: A Midsummer Night’s Dream. The New Cambridge Shakespeare. Cambridge University Press, Cambridge 2003. S. 10.
108. ↑  R. A. Foakes (Hrsg.): William Shakespeare: A Midsummer Night’s Dream. The New Cambridge Shakespeare. Cambridge University Press, Cambridge 2003. S. 10. Siehe auch Günter Jürgensmeier (Hrsg.): Shakespeare und seine Welt. Galiani, Berlin 2016, ISBN 978-3-86971-118-8, S. 224, 228 und 234f. Möglicherweise hat Scots Werk Shakespeare auch Hinweise auf Robin Goodfellow (Puck/Droll) und die Elfen geliefert, die ihm ansonsten aus der mündlichen Überlieferung bekannt gewesen sein dürften. Vgl. ebenfalls Jay L. Halio: A Midsummer Night’s Dream: A Guide to the Play. Greenwood Press London 2003, ISBN 0-313-32190-6, S. 20–22.
109. ↑  Harold F. Brooks (Hrsg.): William Shakespeare: A Midsummer Night’s Dream. The Arden Shakespeare. Second Series. Bloomsbury, London 1979. S. LXI.
110. ↑  Geoffrey Chaucer: The Canterbury Tales. A Selection. Penguin Books, London 1969. S. 168–177; v. 76 f.
111. ↑  Geoffrey Chaucer: The Canterbury Tales. A Retelling by Peter Ackroyd. Penguin Books, London 2009. S. 343.
112. ↑  Stanley Wells, Gary Taylor: William Shakespeare: A Textual Companion. Oxford University Press, Oxford 1987. S. 279.
113. ↑  Walter Greg: The Shakespeare First Folio. (1955) S. 11.
114. ↑  Peter Holland (Hrsg.): William Shakespeare: A Midsummer Night’s Dream. The Oxford Shakespeare. Oxford University Press, Oxford 1994 S. 115. Stanley Wells, Gary Taylor: William Shakespeare: A Textual Companion. Oxford University Press, Oxford 1987. S. 279.
115. ↑  Harold F. Brooks (Hrsg.): William Shakespeare: A Midsummer Night’s Dream. The Arden Shakespeare. Second Series. Bloomsbury, London 1979. S. xxi. Übersetzung: 8. Oktober [1600] Thomas Fisher von Master Rhodes und den Wächtern (den Aufsehern der Stationers) wurde (für den vorstehenden) ein Buch mit dem Titel Ein Sommernachtstraum eingetragen.
116. ↑  Peter Holland (Hrsg.): William Shakespeare: A Midsummer Night’s Dream. The Oxford Shakespeare. Oxford University Press, Oxford 1994 S. 113.
117. ↑  Harold F. Brooks (Hrsg.): William Shakespeare: A Midsummer Night’s Dream. The Arden Shakespeare. Second Series. Bloomsbury, London 1979. S. xxi. Übersetzung: Ein Sommernachtstraum. Wie er verschiedene Male öffentlich aufgeführt wurde, durch die wirklich ehren-werten Lord Chamberlaine’s Men Geschrieben von William Shakespeare. In London gedruckt, für Thomas Fischer, zum Verkauf (erhältlich) in seinem Geschäft, im Haus „Zum weißen Hirsch“ in der Fleet Street. 1600.
118. ↑  Harold F. Brooks (Hrsg.): William Shakespeare: A Midsummer Night’s Dream. The Arden Shakespeare. Second Series. Bloomsbury, London 1979. S. xxi. Wie sich aus den Aufzeichnungen im Stationers’ Register ergibt, zahlte Fischer einen halben Schilling (sixpence) für den Eintrag des ersten von ihm veröffentlichten Werkes. Obwohl unklar ist, wie er in den Besitz des Manuskriptes für den Druck gelangte, wird davon ausgegangen, dass er es rechtmäßig erworben hatte. Vgl. Jay L. Halio: A Midsummer Night’s Dream: A Guide to the Play. Greenwood Press London 2003, ISBN 0-313-32190-6, S. 1.
119. ↑  Robert K. Turner: Printing Methods and Textual Problems in A Midsummer Night’s Dream Q1. in: Studies in Bibliography 15 (1962) S. 33–55. Zitiert nach: Peter Holland (Hrsg.): William Shakespeare: A Midsummer Night’s Dream. The Oxford Shakespeare. Oxford University Press, Oxford 1994. S. 113.
120. ↑  Peter W. M. Blayney: The Texts of „King Lear“ and their Origins. Cambridge 1982. S. 92 f.
121. ↑  Stanley Wells, Gary Taylor: William Shakespeare: A Textual Companion. Oxford University Press, Oxford 1987. S. 279.
122. ↑  Peter Holland (Hrsg.): William Shakespeare: A Midsummer Night’s Dream. The Oxford Shakespeare. Oxford University Press, Oxford 1994 S. 113. Stanley Wells, Gary Taylor: William Shakespeare: A Textual Companion. Oxford University Press, Oxford 1987. S. 279. Jay L. Halio: A Midsummer Night’s Dream: A Guide to the Play. Greenwood Press London 2003, S. 2 f.
123. ↑  Charlton Hinman, Peter W. M. Blayney (Hrsg.): The Norton Faksimile. The First Folio of Shakespeare. Based on the Folios in the Folger Library Collection. W.W. Norton, New York 1996. S. 170.
124. ↑  Peter Holland (Hrsg.): William Shakespeare: A Midsummer Night’s Dream. The Oxford Shakespeare. Oxford University Press, Oxford 1994 S. 183.
125. ↑  Peter Holland (Hrsg.): William Shakespeare: A Midsummer Night’s Dream. The Oxford Shakespeare. Oxford University Press, Oxford 1994 S. 114.
126. ↑  Peter Holland (Hrsg.): William Shakespeare: A Midsummer Night’s Dream. The Oxford Shakespeare. Oxford University Press, Oxford 1994 S. 114.
127. ↑  Peter Holland (Hrsg.): William Shakespeare: A Midsummer Night’s Dream. The Oxford Shakespeare. Oxford University Press, Oxford 1994 S. 114.
128. ↑  Peter Holland (Hrsg.): William Shakespeare: A Midsummer Night’s Dream. The Oxford Shakespeare. Oxford University Press, Oxford 1994 S. 144: All the evidence makes Q1 an unusually authoritative text (…).
129. ↑  Peter Holland (Hrsg.): William Shakespeare: A Midsummer Night’s Dream. The Oxford Shakespeare. Oxford University Press, Oxford 1994 S. 112.
130. ↑  Übersetzung: Ein Sommernachtstraum. Wie er verschiedene Male öffentlich aufgeführt wurde, von den wirklich ehren- werten Dienern des Lord Chamberlaine. Geschrieben von William Shakespeare. Gedruckt von Iames Roberts, 1600.
131. ↑  Ina Schabert (Hrsg.): Shakespeare Handbuch. Kröner, Stuttgart 2009. S. 211.
132. ↑  Ina Schabert (Hrsg.): Shakespeare Handbuch. Kröner, Stuttgart 2009. S. 211. Siehe auch Jay L. Halio: A Midsummer Night’s Dream: A Guide to the Play. Greenwood Press London 2003, S. 4.
133. ↑  Michael Dobson, Stanley Wells (Hrsg.): The Oxford Companion to Shakespeare. Oxford University Press, Oxford 2001. S. 361 f.
134. ↑  MND Q1 pg. 50.
135. ↑  MND Q2 pg. 50.
136. ↑  Charlton Hinman, Peter W. M. Blayney (Hrsg.): The Norton Faksimile. The First Folio of Shakespeare. Based on the Folios in the Folger Library Collection. W.W. Norton, New York 1996. S. 177.
137. ↑  William Shakespeare: Ein Sommernachtstraum. Deutsch von Frank Günther, 10. Auflage, München 2009. S. 135.
138. ↑  Peter Holland (Hrsg.): William Shakespeare: A Midsummer Night’s Dream. The Oxford Shakespeare. Oxford University Press, Oxford 1994 S. 115.
139. ↑  Peter Holland (Hrsg.): William Shakespeare: A Midsummer Night’s Dream. The Oxford Shakespeare. Oxford University Press, Oxford 1994 S. 115. Siehe auch Jay L. Halio: A Midsummer Night’s Dream: A Guide to the Play. Greenwood Press London 2003, S. 4 f.
140. ↑  Charlton Hinman, Peter W. M. Blayney (Hrsg.): The Norton Faksimile. The First Folio of Shakespeare. Based on the Folios in the Folger Library Collection. W.W. Norton, New York 1996. S. 170.
141. ↑  Charlton Hinman, Peter W. M. Blayney (Hrsg.): The Norton Faksimile. The First Folio of Shakespeare. Based on the Folios in the Folger Library Collection. W.W. Norton, New York 1996. S. 178.
142. ↑  Peter Holland (Hrsg.): William Shakespeare: A Midsummer Night’s Dream. The Oxford Shakespeare. Oxford University Press, Oxford 1994 S. 116.
143. ↑  Peter Holland (Hrsg.): William Shakespeare: A Midsummer Night’s Dream. The Oxford Shakespeare. Oxford University Press, Oxford 1994 S. 212.
144. ↑  G. E. Bentley: The Jacobean and Caroline Stage. Oxford 1941–1968. Vol II, S. 590. Jay L. Halio: A Midsummer Night’s Dream: A Guide to the Play. Greenwood Press London 2003, S. 4 f.
145. ↑  Ann Thompson, Neil Taylor (Hrsg.): William Shakespeare: Hamlet. The Arden Shakespeare. Third Series. Band 1. Thomson Learning, London 2006. S. 44.
146. ↑  Ina Schabert (Hrsg.): Shakespeare Handbuch. Kröner, Stuttgart 2009. S. 194.
147. ↑  Michael Dobson, Stanley Wells (Hrsg.): The Oxford Companion to Shakespeare. Oxford University Press, Oxford 2001. S. 283.
148. ↑  Ina Schabert (Hrsg.): Shakespeare Handbuch. Kröner, Stuttgart 2009. S. 107.
149. ↑  Michael Dobson, Stanley Wells (Hrsg.): The Oxford Companion to Shakespeare. Oxford University Press, Oxford 2001. S. 377, Artikel: Revels Office and accounts.
150. ↑  Ina Schabert (Hrsg.): Shakespeare Handbuch. Kröner, Stuttgart 2009. S. 195.
151. ↑  Ina Schabert (Hrsg.): Shakespeare Handbuch. Kröner, Stuttgart 2009. S. 107.
152. ↑  Ina Schabert (Hrsg.): Shakespeare Handbuch. Kröner, Stuttgart 2009. S. 198 f.
153. ↑  Peter Holland (Hrsg.): William Shakespeare: A Midsummer Night’s Dream. The Oxford Shakespeare. Oxford University Press, Oxford 1994 S. 113.
154. ↑  E. K. Chambers: William Shakespeare. 1903. Vol. II, S. 193–195 und Vol. I. S. 244 f. Zitat: “for comedy, witnes his Gentlemen of Verona, his Errors his Love labours lost, his Love labours wonne, his Midsummers night dreame, & his Merchant of Venice.”
155. ↑  Harold F. Brooks (Hrsg.): William Shakespeare: A Midsummer Night’s Dream. The Arden Shakespeare. Second Series. Bloomsbury, London 1979. S. xxxiv.
156. ↑  Peter Holland (Hrsg.): William Shakespeare: A Midsummer Night’s Dream. The Oxford Shakespeare. Oxford University Press, Oxford 1994 S. 150.
157. ↑  In der jüngeren Diskussion wird als zusätzliches textimmanentes Indiz für das Jahr 1584 als terminus post quem eben diese Diskussion der Handwerker im Stück über die Angemessenheit einer realistischen Löwendarstellung herangezogen: Mit großer Wahrscheinlichkeit lässt sich aus dieser Textstelle darauf schließen, dass Shakespeare Kenntnis von dem Ereignis hatte und es in die Abfassung seines Stückes einfließen ließ. Daher kann mit großer Sicherheit von dem Jahr 1594 als terminus post quem ausgegangen werden. Siehe Frauke Reitemeier: A Midsummer Night’s Dream. Band 5 der von Sonja Fielitz hrsg. Reihe Shakespeare und kein Ende. Kamp Verlag, Bochum 2005, S. 170 f.
158. ↑  Sidney Thomas: The Bad Weather in A Midsummer Night’s Dream. MLN 64 (1949) S. 319–22.
159. ↑  Peter Holland (Hrsg.): William Shakespeare: A Midsummer Night’s Dream. The Oxford Shakespeare. Oxford University Press, Oxford 1994 S. 111.
160. ↑  Peter Holland (Hrsg.): William Shakespeare: A Midsummer Night’s Dream. The Oxford Shakespeare. Oxford University Press, Oxford 1994 S. 111.
161. ↑  Michael Dobson, Stanley Wells (Hrsg.): The Oxford Companion to Shakespeare. Oxford University Press, Oxford 2001. S. 296. Ebenso Jay L. Halio: A Midsummer Night’s Dream: A Guide to the Play. Greenwood Press London 2003, ISBN 0-313-32190-6, S. 14 f. Halio geht in diesem Zusammenhang auf weitere in der Literatur diskutierte Hochzeitsanlässe ein, die er jedoch als wenig wahrscheinlich oder spekulativ einstuft.
162. ↑  W. J. Lawrence: A Plummet for Bottoms Dream. In: The Fortnightly Review, NS 3 (1922) S. 834. Peter Holland (Hrsg.): William Shakespeare: A Midsummer Night’s Dream. The Oxford Shakespeare. Oxford University Press, Oxford 1994 S. 112. Ebenso Jay L. Halio: A Midsummer Night’s Dream: A Guide to the Play. Greenwood Press London 2003, ISBN 0-313-32190-6, S. XI.
163. ↑  Peter Holland (Hrsg.): William Shakespeare: A Midsummer Night’s Dream. The Oxford Shakespeare. Oxford University Press, Oxford 1994 S. 112. Auch der renommierte deutsche Shakespeare-Forscher und Herausgeber Wolfgang Clemen betrachtet die verschiedenen Versuche einer Zuordnung des Werkes zu dem definitiven Anlass einer bestimmten, historisch stattgefundenen Hochzeit als rein spekulativ. Siehe Wolfgang Clemen (Hrsg.): William Shakespeare: A Midsummer Night’s Dream. With new and Updated Critical Essays and a Revised Bibliography. Signet Classics, 2. rev. Auflage New York 1998, Introduction, S. lxiv ff.
164. ↑  Peter Holland (Hrsg.): William Shakespeare: A Midsummer Night’s Dream. The Oxford Shakespeare. Oxford University Press, Oxford 1994 S. 110: “all that matters is that the two plays were clearly beeing worked on at roughly the same moment.”
165. ↑  Margareta de Grazia und Stanley Wells (Hrsg.): The Cambridge Companion to Shakespeare. Cambridge University Press, Cambridge 2001. S. 303: New Cambridge, Oxford, Arden.
166. ↑  Peter Holland (Hrsg.): William Shakespeare: A Midsummer Night’s Dream. The Oxford Shakespeare. Oxford University Press, Oxford 1994 S. 110. Harold F. Brooks (Hrsg.): William Shakespeare: A Midsummer Night’s Dream. The Arden Shakespeare. Second Series. Bloomsbury, London 1979. S. xxxiv. Reginald A. Foakes (Hrsg.): William Shakespeare: A Midsummer Night’s Dream. The New Cambridge Shakespeare. Cambridge University Press, Cambridge 2003. S. 4.
167. ↑  Ina Schabert (Hrsg.): Shakespeare Handbuch. Kröner, Stuttgart 2009. S. 399. Ulrich Suerbaum: Der Shakespeare-Führer. Reclam, Stuttgart 2006. S. 113.
168. ↑  Michael Dobson, Stanley Wells (Hrsg.): The Oxford Companion to Shakespeare. Oxford University Press, Oxford 2001. S. 401.
169. ↑  Michael Dobson, Stanley Wells (Hrsg.): The Oxford Companion to Shakespeare. Oxford University Press, Oxford 2001. S. 296.
170. ↑  E. K. Chambers: William Shakespeare. A Study of Facts and Problems. 2 Bände, 1930. II, S. 329. Siehe auch Robert Weimann: Mythos und poetische Phantasie: Shakespeares «Sommernachtstraum» und «Sturm». In: Robert Weimann: Phantasie und Nachahmung. Drei Studien zum Verhältnis von Dichtung, Utopie und Mythos. Mitteldeutscher Verlag Halle (Saale) 1970, S. 79.
171. ↑  R. A. Foakes (Hrsg.): William Shakespeare: A Midsummer Night’s Dream. The New Cambridge Shakespeare. Cambridge University Press, Cambridge 2003. S. 12
172. ↑  Jay L. Halio: A Midsummer Night’s Dream: A Guide to the Play. Greenwood Press London 2003, ISBN 0-313-32190-6, S. 101. Siehe auch Gary Jay Williams: Our Moonlight Revels: “A Midsummer Night’s Dream” in the Theatre. University of Iowa Press, Iowa City 1997, S. 36, sowie Jay L. Halio: Shakespeare in Performance: A Midsummer Night’s Dream. 2. Aufl. Manchester University Press, Manchester 2003, S. 13.
173. ↑  Michael Dobson, Stanley Wells (Hrsg.): The Oxford Companion to Shakespeare. Oxford University Press, Oxford 2001. S. 298
174. ↑  R. A. Foakes (Hrsg.): William Shakespeare: A Midsummer Night’s Dream. The New Cambridge Shakespeare. Cambridge University Press, Cambridge 2003. S. 12
175. ↑  Michael Dobson, Stanley Wells (Hrsg.): The Oxford Companion to Shakespeare. Oxford University Press, Oxford 2001. S. 95
176. ↑  Michael Dobson, Stanley Wells (Hrsg.): The Oxford Companion to Shakespeare. Oxford University Press, Oxford 2001. S. 116.
177. ↑  Michael Dobson, Stanley Wells (Hrsg.): The Oxford Companion to Shakespeare. Oxford University Press, Oxford 2001. S. 95
178. ↑  R. A. Foakes (Hrsg.): William Shakespeare: A Midsummer Night’s Dream. The New Cambridge Shakespeare. Cambridge University Press, Cambridge 2003. S. 12
179. ↑  Vgl. Jay L. Halio: A Midsummer Night’s Dream: A Guide to the Play. Greenwood Press London 2003, S. 104 f.
180. ↑  Michael Dobson, Stanley Wells (Hrsg.): The Oxford Companion to Shakespeare. Oxford University Press, Oxford 2001. S. 298.
181. ↑  R. A. Foakes (Hrsg.): William Shakespeare: A Midsummer Night’s Dream. The New Cambridge Shakespeare. Cambridge University Press, Cambridge 2003. S. 13.
182. ↑  Michael Dobson, Stanley Wells (Hrsg.): The Oxford Companion to Shakespeare. Oxford University Press, Oxford 2001. S. 298. Siehe auch Sonja Fielitz: ‘A Midsummer Night’s Dream’ - Ein Essay. In: William Shakespeare: Ein Sommernachtstraum. Zweisprachige Ausgabe. Deutsch von Frank Günther. 10. Auflage. Deutscher Taschenbuch Verlag, München 2009, S. 191 f.
183. ↑  Andrew Dickson: The Rough Guide to Shakespeare. 2. Auflage, Penguin Books, London 2009. S. 260. Halio verweist in seiner Darstellung der Aufführungsgeschichte darauf, dass zwischen 1642 und 1840 das Werk nahezu zweihundert Jahre lang weder auf englischen noch auf europäischen Bühnen in vollständiger, nicht gekürzter oder adaptierter Form aufgeführt wurde. Vgl. Jay L. Halio: A Midsummer Night’s Dream: A Guide to the Play. Greenwood Press London 2003, S. 103.
184. ↑  Michael Dobson, Stanley Wells (Hrsg.): The Oxford Companion to Shakespeare. Oxford University Press, Oxford 2001. S. 135.
185. ↑  Andrew Dickson: The Rough Guide to Shakespeare. 2. Auflage, Penguin Books, London 2009. S. 260.
186. ↑  Michael Dobson, Stanley Wells (Hrsg.): The Oxford Companion to Shakespeare. Oxford University Press, Oxford 2001. S. 135. A Fairy Tale in Two Acts Taken from Shakespeare (1763)
187. ↑  Michael Dobson, Stanley Wells (Hrsg.): The Oxford Companion to Shakespeare. Oxford University Press, Oxford 2001. S. 250.
188. ↑  Michael Dobson, Stanley Wells (Hrsg.): The Oxford Companion to Shakespeare. Oxford University Press, Oxford 2001. S. 379.
189. ↑  Andrew Dickson: The Rough Guide to Shakespeare. 2. Auflage, Penguin Books, London 2009. S. 260.
190. ↑  A. D. Cousins: Shakespeare. The Essential Guide to the Plays. Firefly Books, Buffalo 2011. S. 94.
191. ↑  Andrew Dickson: The Rough Guide to Shakespeare. 2. Auflage, Penguin Books, London 2009. S. 260 f.
192. ↑  Vgl. Ina Schabert (Hrsg.): Shakespeare Handbuch. Kröner, 5., durchgesehene und ergänzte Auflage, Stuttgart 2009, ISBN 978-3-520-38605-2, S. 404 f. Siehe auch eingehend Norbert Greiner: ‘A Midsummer Night’s Dream’ auf deutschsprachigen Bühnen. In: Norbert Greiner (Hrsg.): William Shakespeare: A Midsummer Night’s Dream. Ein Sommernachtstraum. Englisch-deutsche Studienausgabe. Deutsche Prosafassung und Anmerkungen von Werner Habicht; Einleitung und Kommentar von Norbert Greiner. Stauffenburg Verlag. Tübingen 2024, S. 161-206, hier S. 161-164.
193. ↑  Siehe Sonja Fielitz: ‘A Midsummer Night’s Dream’ - Ein Essay. In: William Shakespeare: Ein Sommernachtstraum. Zweisprachige Ausgabe. Deutsch von Frank Günther. 10. Auflage. Deutscher Taschenbuch Verlag, München 2009, S. 192 f. Vgl. dazu auch eingehender Norbert Greiner: ‘A Midsummer Night’s Dream’ auf englischsprachigen Bühnen. In: Norbert Greiner (Hrsg.): William Shakespeare: A Midsummer Night’s Dream. Ein Sommernachtstraum. Englisch-deutsche Studienausgabe. Deutsche Prosafassung und Anmerkungen von Werner Habicht; Einleitung und Kommentar von Norbert Greiner. Stauffenburg Verlag. Tübingen 2024, S. 127-161, hier S. 131 ff.
194. ↑  A. D. Cousins: Shakespeare. The Essential Guide to the Plays. Firefly Books, Buffalo 2011. S. 94.
195. ↑  Andrew Dickson: The Rough Guide to Shakespeare. 2. Auflage, Penguin Books, London 2009. S. 261.
196. ↑  Vgl. Ina Schabert (Hrsg.): Shakespeare Handbuch. Kröner, 5., durchgesehene und ergänzte Auflage, Stuttgart 2009, ISBN 978-3-520-38605-2, S. 405 sowie Sonja Fielitz: ‘A Midsummer Night’s Dream’ - Ein Essay. In: William Shakespeare: Ein Sommernachtstraum. Zweisprachige Ausgabe. Deutsch von Frank Günther. 10. Auflage. Deutscher Taschenbuch Verlag, München 2009, S. 193. Siehe zu den Inszenierungen des Sommernachttraums von Reinhardt und Falckenberg auch Wilhelm Hortmann: Shakespeare und das deutsche Theater im XX. Jahrhundert. Henschel Verlag, Berlin 2001, S. 51ff. und 120f. Vgl. ferner Norbert Greiner: ‘A Midsummer Night’s Dream’ auf englischsprachigen Bühnen. In: Norbert Greiner (Hrsg.): William Shakespeare: A Midsummer Night’s Dream. Ein Sommernachtstraum. Englisch-deutsche Studienausgabe. Deutsche Prosafassung und Anmerkungen von Werner Habicht; Einleitung und Kommentar von Norbert Greiner. Stauffenburg Verlag. Tübingen 2024, S. 164–179.
197. ↑  Jan Kott: Shakespeare heute. Neuausgabe, Berlin, Köln 2013, S. 268 ff. (Dtsch. Erstausgabe: Pieper Verlag, München 1970, ISBN 3-492-01823-8, vgl. hier bes. S. 217−232). Eine Zusammenfassung des Interpretationsansatzes von Kott findet sich z. B. bei Frauke Reitemeier: A Midsummer Night’s Dream. Band 5 der von Sonja Fielitz hrsg. Reihe Shakespeare und kein Ende. Kamp Verlag, Bochum 2005, S. 108f. Auf dem Hintergrund der Ausrichtung der Werkinszenierung Brooks an Kotts Neuinterpretation konzentrierte sich die Kritik an seiner Produktion insbesondere durch John Russel Brown vor allem auf das „explizite Ausspielen der sexuellen Untertöne“, das ein „eigenwilliges Regietheater“ enthülle. Siehe Norbert Greiner (Hrsg.): William Shakespeare: A Midsummer Night’s Dream. Ein Sommernachtstraum. Englisch-deutsche Studienausgabe. Deutsche Prosafassung und Anmerkungen von Werner Habicht; Einleitung und Kommentar von Norbert Greiner. Stauffenburg Verlag. Tübingen 2024, S. 151. Vgl. auch Frauke Reitemeier: A Midsummer Night’s Dream. Band 5 der von Sonja Fielitz hrsg. Reihe Shakespeare und kein Ende. Kamp Verlag, Bochum 2005, S. 154 f.
198. ↑  Vgl. die umfassende Darstellung der Inszenierung Brooks in Norbert Greiner (Hrsg.): William Shakespeare: A Midsummer Night’s Dream. Ein Sommernachtstraum. Englisch-deutsche Studienausgabe. Deutsche Prosafassung und Anmerkungen von Werner Habicht; Einleitung und Kommentar von Norbert Greiner. Stauffenburg Verlag. Tübingen 2024, S. 142−151, hier bes. S. 148 f. Siehe zu der Inszenierung Brooks und der zugrunde liegende Auffassung des Werkes bei Jan Kott auch die ebenfalls detaillierte, kritische Darstellung von Günther Jarfes: A Midsummer Night’s Dream. In: Interpretationen · Shakespeares Dramen. Philipp Reclam jun. Verlag, Stuttgart 2000, ISBN 3-15-017513-5, S. 70–98, hier S. 73–77. Siehe auch Ulrich Suerbaum: Der Shakespeare-Führer. Reclam, Ditzingen 2006, ISBN 3-15-017663-8, 3. rev. Auflage 2015, ISBN 978-3-15-020395-8, S. 119 f. sowie Ina Schabert (Hrsg.): Shakespeare Handbuch. Kröner, 5., durchgesehene und ergänzte Auflage, Stuttgart 2009, ISBN 978-3-520-38605-2, S. 405. Jan Kott bezeichnete Shakespeares Sommernachtstraum als „brutal and violent“ (S. 178) und sah das Hauptthema als ein „passing through animality“(S. 180). Sein Fazit lautete: „The world is mad and love is mad. In this universal madness of Nature and History, brief are the moments of happiness“ (S. 190). Siehe Jan Kott: Shakespeare our Contemporary. London 1965 (Dt. Shakespeare heute. Aus dem Polnischen übersetzt von Peter Lachmann, München 1964. Neuauflage mit einem Vorwort von Peter Brook, Berlin und Köln 2013, ISBN 978-3-89581-313-9.) Die unzureichende Textbasis und Abwegigkeit dieser Lesart Jan Kotts wurde in dem nachfolgenden literaturwissenschaftlichen Diskurs bereits 1974 von John Russell Brown aufgezeigt und gründlich nachgewiesen (siehe John Russell Brown: Free Shakespeare. London: Heinemann 1974, insbesondere S. 45; erweiterte Neuauflage New York u. a. 1998); dessen ungeachtet hat sich im Bereich des Theaterwesens ein weitreichender Konsens über die angeblich vorhandene sexuelle Grundierung des Dream herausgebildet. Jarfes weist in seiner kritischen Darstellung dieser jüngeren Rezeptionspraxis des Werkes darauf hin, dass derart die heutige Welt der Illustren und Medien, in der Sexualität einen zentralen Platz einnehme, in unzulässiger Weise in die Welt der shakespeareschen Komödie projiziert werde. Damit werde jedoch die im Stückverlauf angelegte Sinngebung des shakespeareschen Werkes völlig auf den Kopf gestellt. Vgl. Günther Jarfes: A Midsummer Night’s Dream. In: Interpretationen · Shakespeares Dramen. Philipp Reclam jun. Verlag, Stuttgart 2000, S. 75 ff.
199. ↑  Vgl. Ina Schabert (Hrsg.): Shakespeare Handbuch. Kröner, 5., durchgesehene und ergänzte Auflage, Stuttgart 2009, ISBN 978-3-520-38605-2, S. 405. Siehe zu den Inszenierung von Robert Lepage die Theaterkritik im Spiegel: Robert Guckindieluft. In: Der Spiegel, 9. November 1992, abgerufen am 8. Februar 2018. Siehe zu der Produktion von Karin Beier auch die Rezension in der Berliner Zeitung: Düsseldorf: Ein polyglotter „Sommernachtstraum“ auf der Bühne Gemeinsame Zunge oder Europa spricht Shakespeare. In: Berliner Zeitschrift, 6. November 2015. Abgerufen am 8. Februar 2018.
200. ↑  Siehe Norbert Greiner (Hrsg.): William Shakespeare: A Midsummer Night’s Dream. Ein Sommernachtstraum. Englisch-deutsche Studienausgabe. Deutsche Prosafassung und Anmerkungen von Werner Habicht; Einleitung und Kommentar von Norbert Greiner. Stauffenburg Verlag, Tübingen 2024, S. 191 ff. Vgl. auch detaillierter Wilhelm Hortmann: Shakespeare und das deutsche Theater im XX. Jahrhundert. – Neu bearb. dt. Ausg. – Henschel, Berlin 2001, ISBN 3-89487-374-4, S. 505f. Hortmann  betrachtet Beyers Ansatz einer solchen multilingualen Inszenierung bei diesen Werk Shakespeare einerseits nicht nur als angemessen, sondern als durchaus gelungen, weist aber dennoch andererseits auf die großen Verluste hin, da das „Stück als poetischer Kosmos“ dabei völlig aus dem Blick gerate.
201. ↑  Siehe Norbert Greiner (Hrsg.): William Shakespeare: A Midsummer Night’s Dream. Ein Sommernachtstraum. Englisch-deutsche Studienausgabe. Deutsche Prosafassung und Anmerkungen von Werner Habicht; Einleitung und Kommentar von Norbert Greiner. Stauffenburg Verlag, Tübingen 2024, S. 192−206 und Wilhelm Hortmann: Shakespeare und das deutsche Theater im XX. Jahrhundert. – Neu bearb. dt. Ausg. – Henschel, Berlin 2001, ISBN 3-89487-374-4, S. 507. Vgl. ebenso Jay L. Halio: A Midsummer Night’s Dream: A Guide to the Play. Greenwood Press London 2003, S. 120 ff.
202. ↑  Brian N. S. Gooch, David Thatcher: A Shakespeare Music Catalogue, Oxford University Press, Oxford 1991.
203. ↑  Albrecht Riethmüller: Zur Musik für Max Reinhardts Sommernachtstraum-Verfilmung (1935). In: Archiv für Musikwissenschaft,
67. Jahrg., H. 3. (2010), S. 202.
204. ↑  shakespeare-herrenhausen.de: "Ein Sommernachtstraum"
205. ↑  Kai Holoch: Freiluft-Musical Esslingen: Der Sommernachtstraum – ein großer Irrtum - Esslingen. In: stuttgarter-nachrichten.de. 20. Juni 2018, abgerufen am 5. März 2024.
206. ↑  Archivierte Kopie (Memento des Originals vom 2. August 2018 im Internet Archive)  Info: Der Archivlink wurde automatisch eingesetzt und noch nicht geprüft. Bitte prüfe Original- und Archivlink gemäß Anleitung und entferne dann diesen Hinweis. - abgerufen am 2. August 2018
207. ↑  Siehe Frauke Reitemeier: A Midsummer Night’s Dream. Band 5 der von Sonja Fielitz hrsg. Reihe Shakespeare und kein Ende. Kamp Verlag, Bochum 2005, S. 157 f.
208. ↑  Vgl. Ina Schabert (Hrsg.): Shakespeare Handbuch. Kröner, 5., durchgesehene und ergänzte Auflage, Stuttgart 2009, ISBN 978-3-520-38605-2, S. 405, sowie Sukanta Chauduri (Hrsg.): William Shakespeare: A Midsummer Night’s Dream. The Arden Shakespeare. Third Series. Bloomsbury, London 2017, S. 38. Siehe ferner die umfangreichere Analyse der Verfilmungen von Max Reinhardt und William Dieterle (1935), Peter Hall (1968), Adrian Noble (1996) und Michael Hoffman (1999) von Anthony Guy Patricia: Screening Shakespearean Fantasy and Romance in ‘A Midsummer Night’s Dream’ and ‘The Tempest’. In: Russel Jackson (Hrsg.): The Cambridge Companion to Shakespeare on Screen. (Cambridge Companions to Literature.), Part II - Genres and Plays, Cambridge University Press 2020, S. 134-146, hier bes. S. 134–141.